# Puente metálico

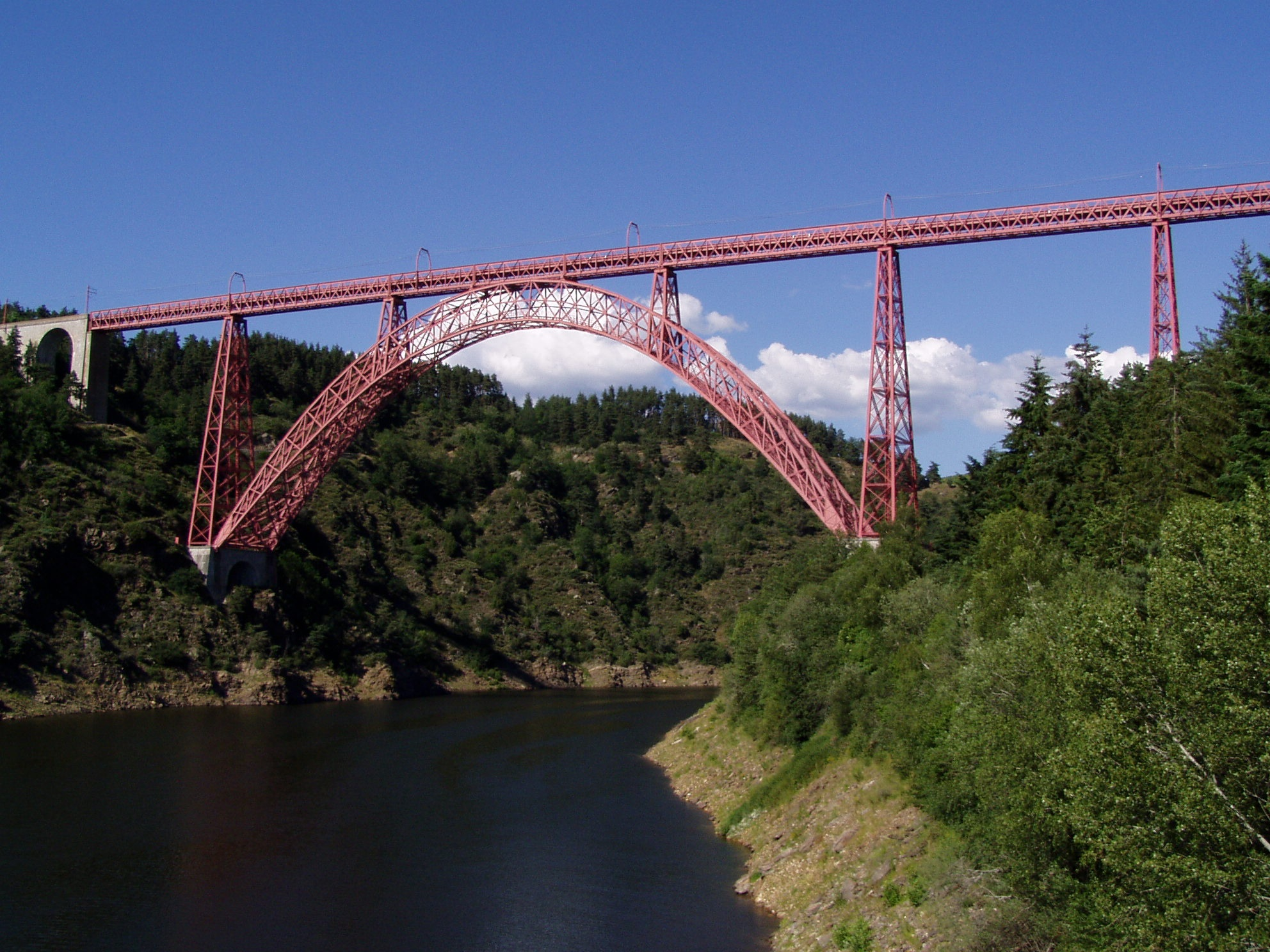
El viaducto de Garabit, un puente en arco metálico proyectado y construido por Gustave Eiffel (1886)

Un puente metálico, por definición, es aquel cuya estructura es de metal, fundamentalmente de acero, aunque desde el final del siglo XVIII y hasta finales del siglo XIX se utilizaron primero la fundición de hierro y después el hierro pudelado. Por otro lado, existen soluciones estructurales que combinan el acero con el hormigón, denominadas puentes mixtos cuando ambos elementos tienen una función portante de importancia. Algunas de las tipologías aquí consideradas incluyen tableros, soportes o torres de hormigón, por lo que la frontera entre ambos materiales no siempre está muy clara, aunque se suelen considerar como estructuras metálicas todas aquellas que incluyen vigas, celosías o cables de suspensión o de atirantado vistos fabricados con acero o antiguamente con hierro. 

## Historia
|  |
|  |

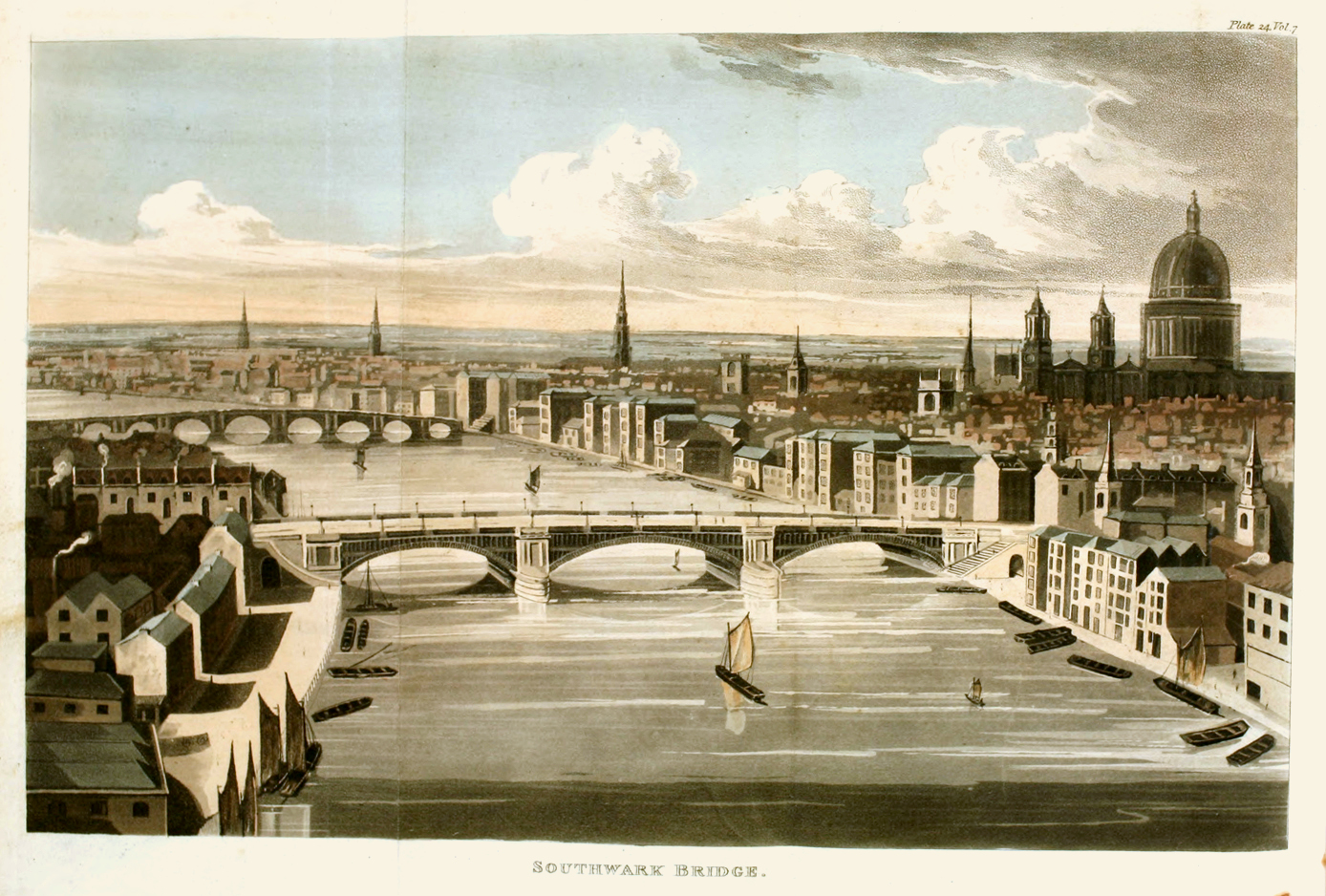
Antiguo puente de Southwark en Londres, conjunto de tres arcos de fundición finalizado en 1819)

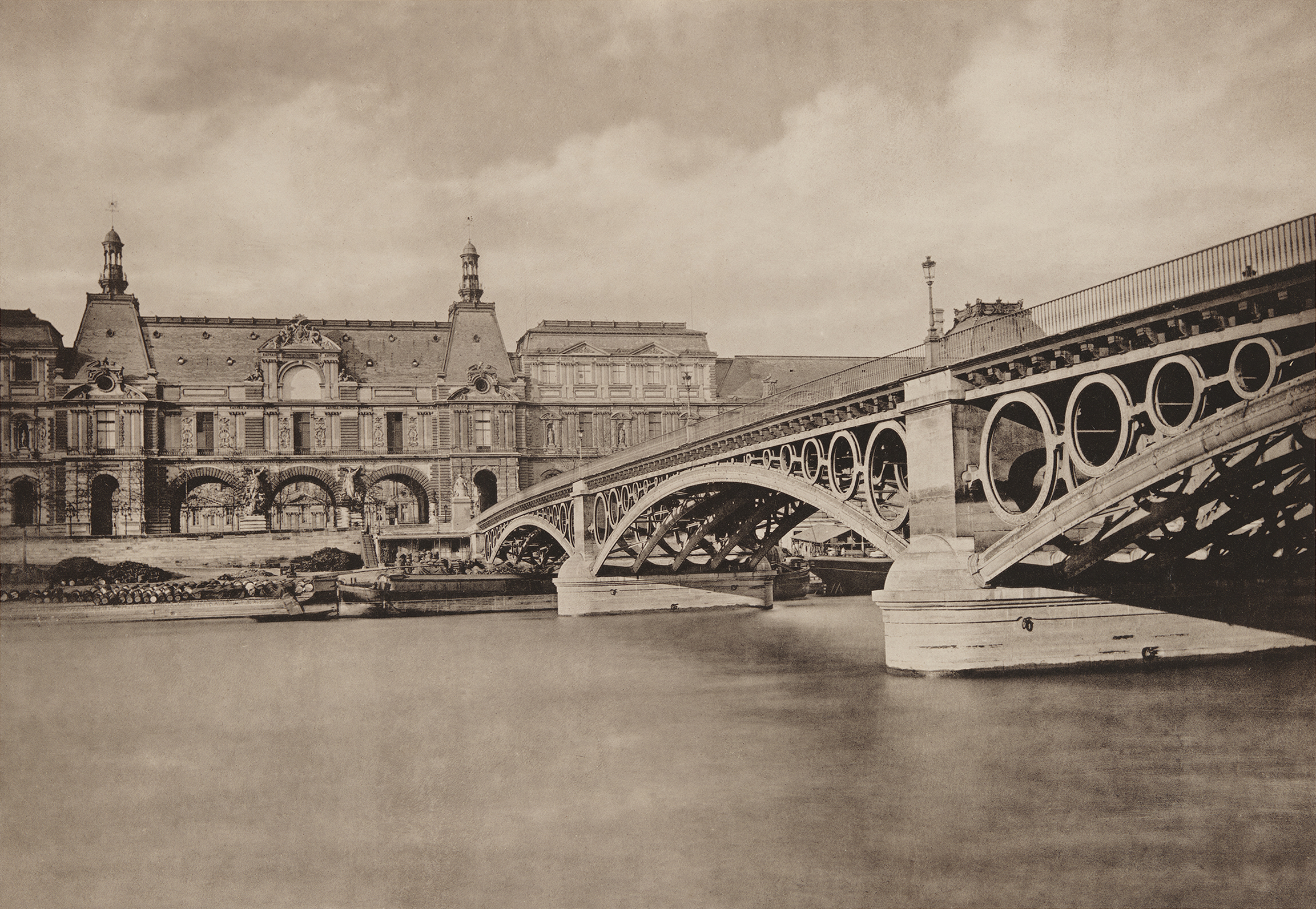
Puente del Carrousel sobre el Sena (1884)

El primer empleo documentado del hierro para construir puentes data del comienzo de la era cristiana en China y la región del Himalaya, donde desde entonces se han construido pasarelas de madera suspendidas de cadenas de hierro.
Pero la generalización de los puentes metálicos solo se hizo posible gracias al enorme desarrollo de la siderurgia durante el inicio de la Revolución Industrial, que implicó la disponibilidad en grandes cantidades primero de fundición de hierro, luego de hierro forjado y finalmente de acero, lo que permitió la construcción estructuras cada vez mayores, vinculadas inicialmente a la expansión del ferrocarril. El rápido desarrollo de los puentes metálicos en el siglo XIX se debió tanto a sus ventajosas características mecánicas como al cada vez mayor conocimiento de su comportamiento resistente.
Los puentes de fundición de hierro tienen su origen en el Iron Bridge, construido en 1779 por Abraham Darby III sobre el río Severn, en Coalbrookdale, que todavía se conserva. La luz de su arco central sobre el río es de 30,5 m, y su longitud total alcanza los 60 m. Tendrían que pasar 17 años hasta que se construyese la segunda estructura de fundición, el desaparecido puente de Wearmouth sobre el río Wear, que disponía de un sorprendente arco de 72 m de luz proyectado en 1796 por Thomas Paine (conocido principalmente por ser uno de los padres fundadores de los Estados Unidos). Estas primeras estructuras heredaron las tipologías propias de los puentes de piedra y de los de madera.
Entre las realizaciones más destacadas de la época figuran estructuras de notables ingenieros como Thomas Telford (con numerosos arcos de fundición en su haber) y John Rennie (que diseñó el antiguo puente de Southwark sobre el río Támesis, con tres arcos de 64+73+64 metros de luz; el mayor puente de fundición jamás construido). Inicialmente se realizaron uniendo piezas (muchas veces de gran tamaño) con pernos, aunque posteriormente se pasó a utilizar dovelas más pequeñas enlazadas con pasadores, como en el caso del puente Alejandro III de París, un arco de 107 m de luz sobre el río Sena terminado en 1900. Otros ejemplos notables de arcos de fundición construidos en Francia son el puente de las Artes de París, proyectado en 1803 por Louis-Alexandre de Cessart y Jacques Dillon; el puente de Austerlitz original diseñado por Becquey de Beaupré también sobre el río Sena; y el puente del Carrousel construido así mismo en París en 1834 por Antoine-Rémy Polonceau, que supuso el apogeo de los puentes de fundición de hierro.

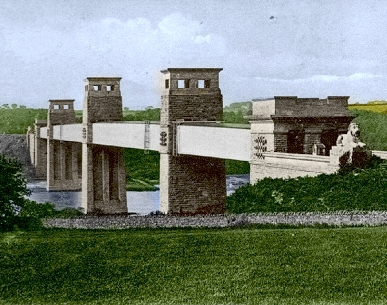
El puente Britannia sobre el estrecho de Menai (1850)

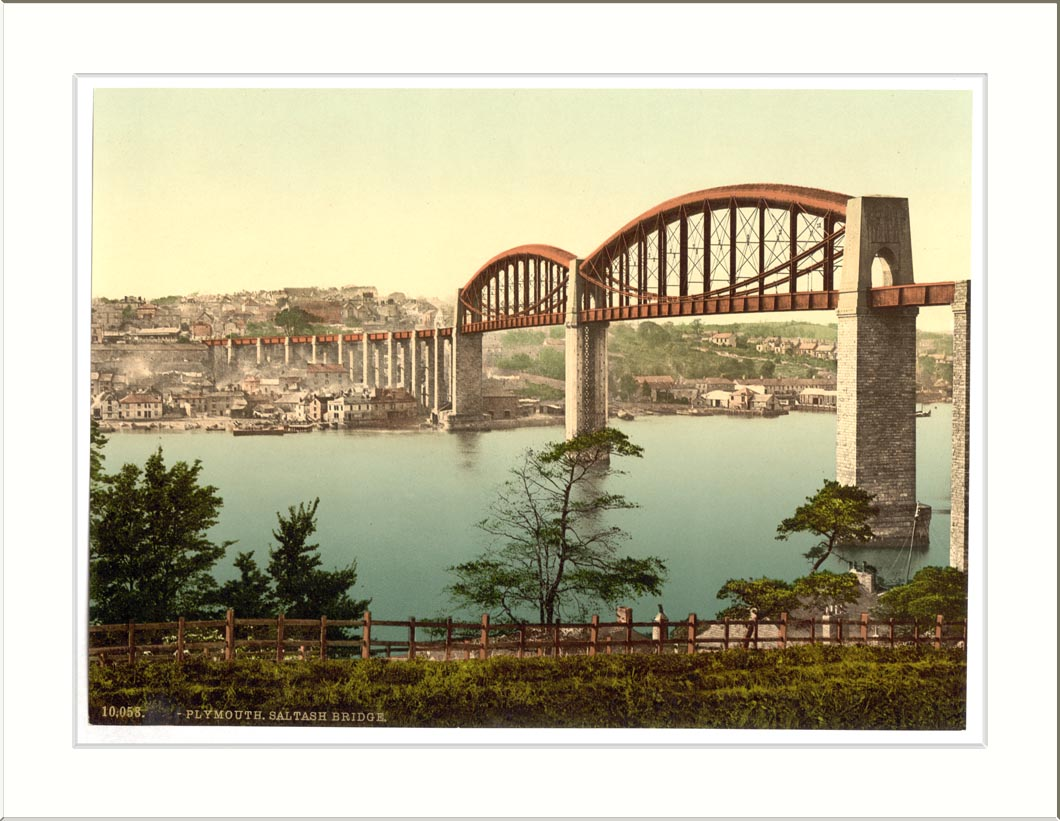
El puente Royal Albert en Plymouth (Inglaterra) (1859)

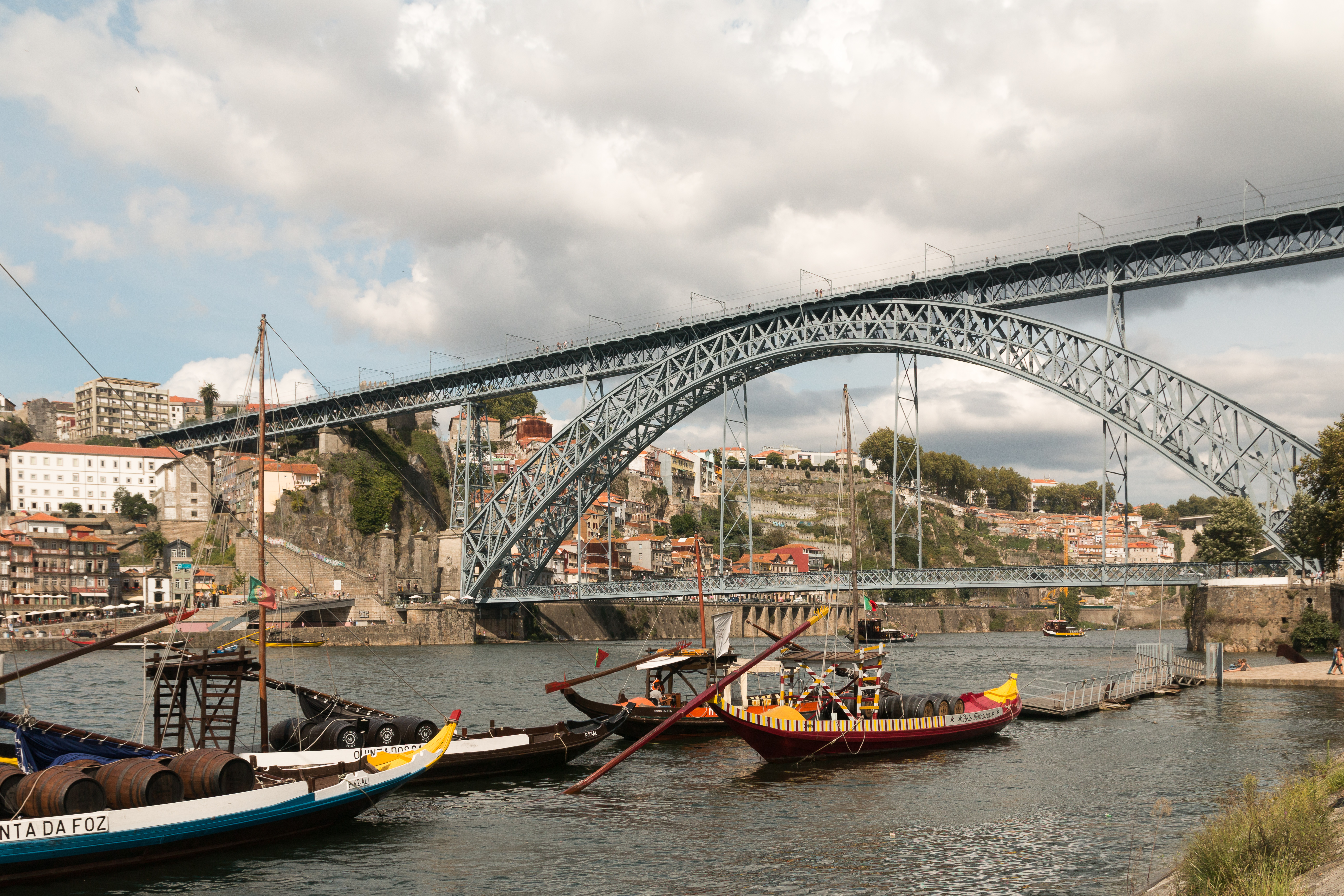
Puente Don Luis I en Oporto (1886)

Los puentes de hierro forjado, un material capaz de resistir mucho mejor tracciones y flexiones sin agrietarse, sustituyeron a los puentes de fundición, superando los problemas causados por la fragilidad de este material. El desplome de varias estructuras en el Reino Unido, como en el caso del desastre del puente del Tay en 1879, llevaron a evitar el uso en los puentes ferroviarios de la fundición de hierro, que sería sustituida por el hierro forjado. Las primeras grandes estructuras construidas con este material fueron el puente ferroviario de Conwy (1849; 125 m de luz) y el puente Britannia (1850; con luces de 70+2x142+70 m), dos vigas cajón proyectadas por Robert Stephenson que cruzan los estrechos de Menai. Su novedosa configuración se considera uno de los diseños más innovadores de todas las épocas, convirtiéndose en los primeros grandes puentes viga y vigas cajón de la historia, y en las primeras estructuras en utilizar sistemáticamente el hierro forjado.
El paso de la fundición al hierro forjado supuso un cambio radical en la manera en que se habían concebido los puentes metálicos hasta entonces. Las piezas de fundición se producían por moldeo, de forma que sus secciones solían ser macizas, más adecuadas para trabajar a compresión (como los sillares de un puente de piedra) que a flexión. Sin embargo, el hierro forjado, para adquirir sus propiedades mecánicas, necesitaba ser laminado o extrusionado y repetidamente martilleado, para lo que lo más sencillo era fabricarlo dándole forma de planchas relativamente delgadas, que se podían doblar longitudinalmente para producir barras con perfiles simples, adecuadas para soportar con igual eficacia tracciones, compresiones y esfuerzos de flexión. De esta forma, la disponibilidad de planchas de hierro propició la aparición de la tipología de las vigas cajón, mientras que la utilización de perfiles con forma de barras largas estuvo en el origen de los arcos de celosía y de las vigas trianguladas, tipología esta última que se hizo omnipresente durante la segunda mitad del siglo XIX y las primeras décadas del siglo XX por su simplicidad de cálculo, facilidad de construcción y coste reducido frente a otras soluciones.
El hierro forjado permitió el desarrollo de grandes estructuras trianguladas, con ejemplos tan destacables como el puente Royal Albert (1859; dos arcos de 135 m de luz) de Isambard Kingdom Brunel sobre el estuario del río Tamar, y las numerosas obras proyectadas por el francés Gustave Eiffel, diseñador del viaducto de Garabit (1886; un arco de celosía de 165 m de luz) y del puente Don Luis I (1886; un arco de celosía de 174 m de luz) en Oporto junto con su socio Théophile Seyrig. Otra obra singular de hierro forjado, aunque concebida para cargas más ligeras que las del ferrocarril, fue el puente colgante de Clifton (1864; vano central de 214 m de luz) en Bristol, un puente suspendido de cadenas proyectado a partir de una propuesta de Brunel.
Sin embargo, la idea de las vigas trianguladas tuvo su origen en los Estados Unidos. Basándose en los diseños de los puentes de madera, un material abundante y asequible muy utilizado en Norteamérica, se patentaron distintos sistemas de celosía de hierro forjado aptas para el paso de ferrocarriles (Town, 1820; Howe, 1840; Pratt, 1844; o Whipple, 1847) que competían entre sí para obtener la mayor ligereza y resistencia posibles. Estos primeros diseños, que todavía combinaban barras de acero y de madera, fueron rápidamente asimilados en Europa, donde la escasez de madera y la disponibilidad de hierro hizo que desde el principio las celosías pasaran a ser totalmente metálicas. Precisamente sería Europa el origen de la viga Warren, la culminación del proceso que tendió a simplificar la geometría de los distintos tipos de vigas trianguladas.
|  |
|  |

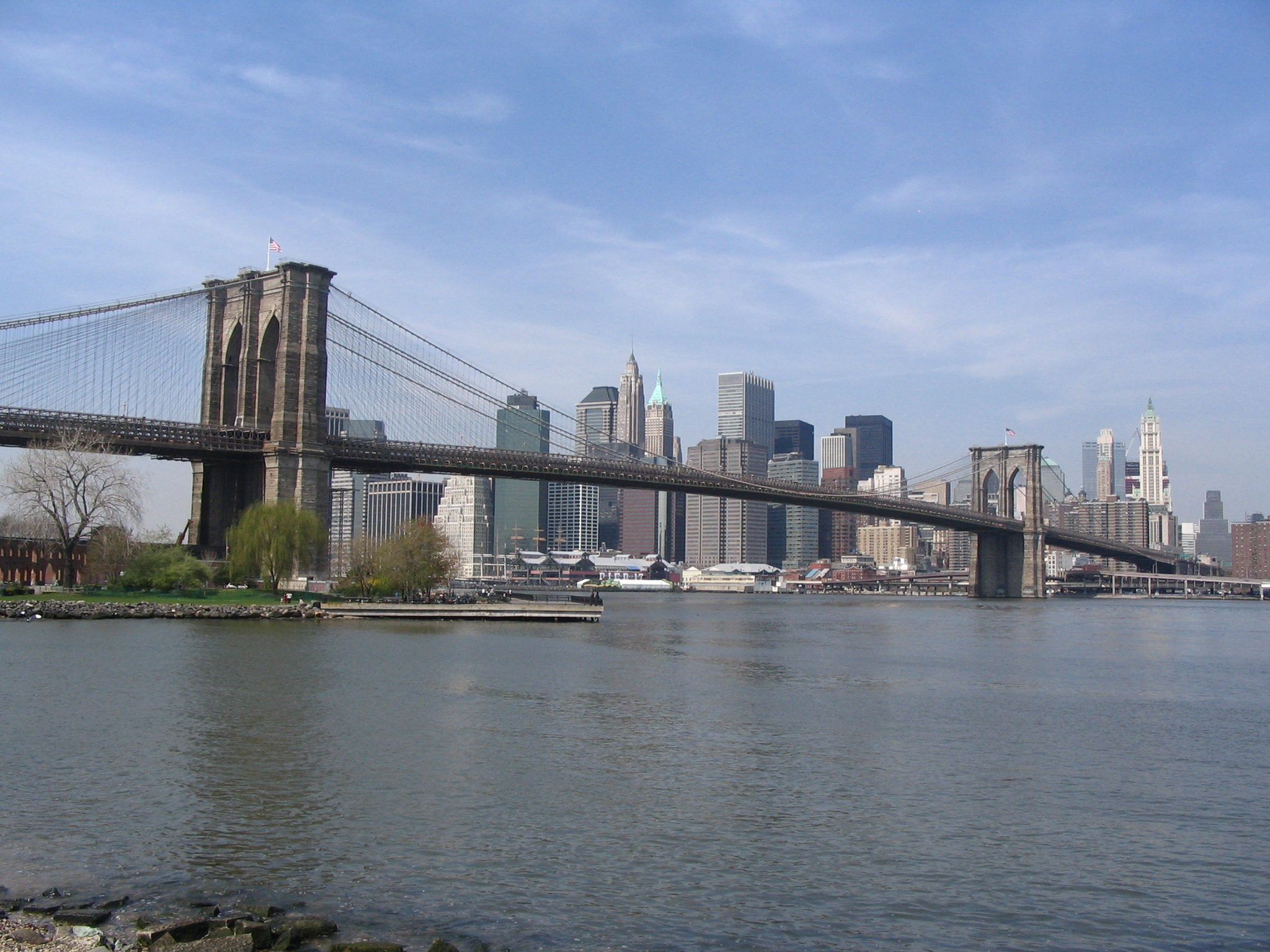
Puente de Brooklyn (1883)

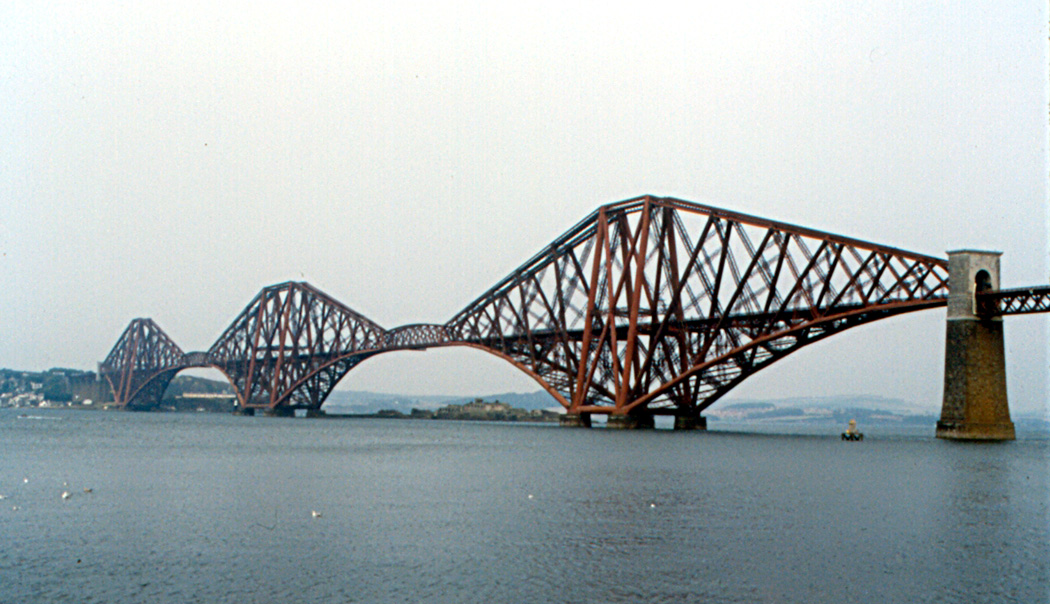
Puente de Forth (1890)

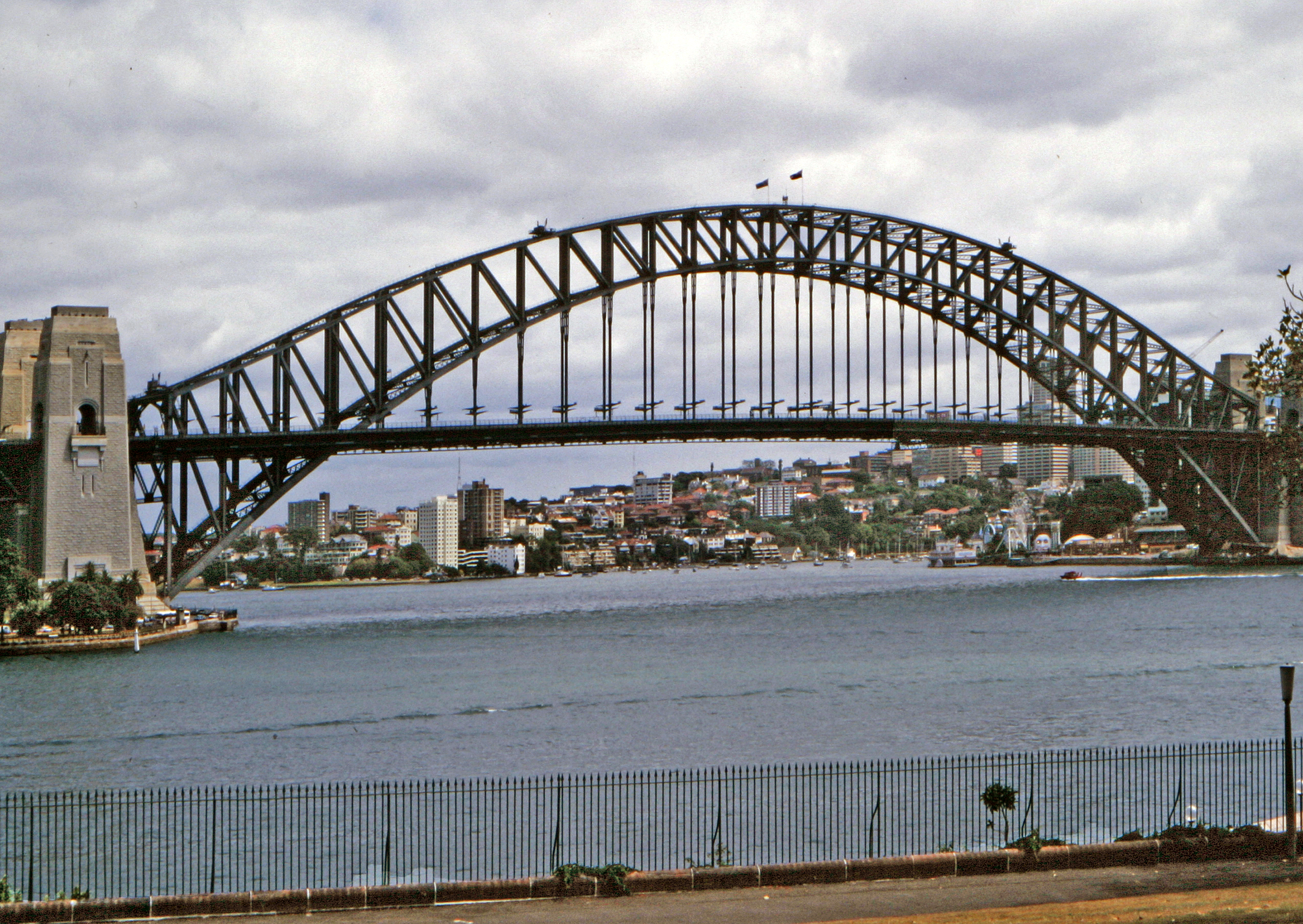
Puente de la bahía de Sídney (1932)

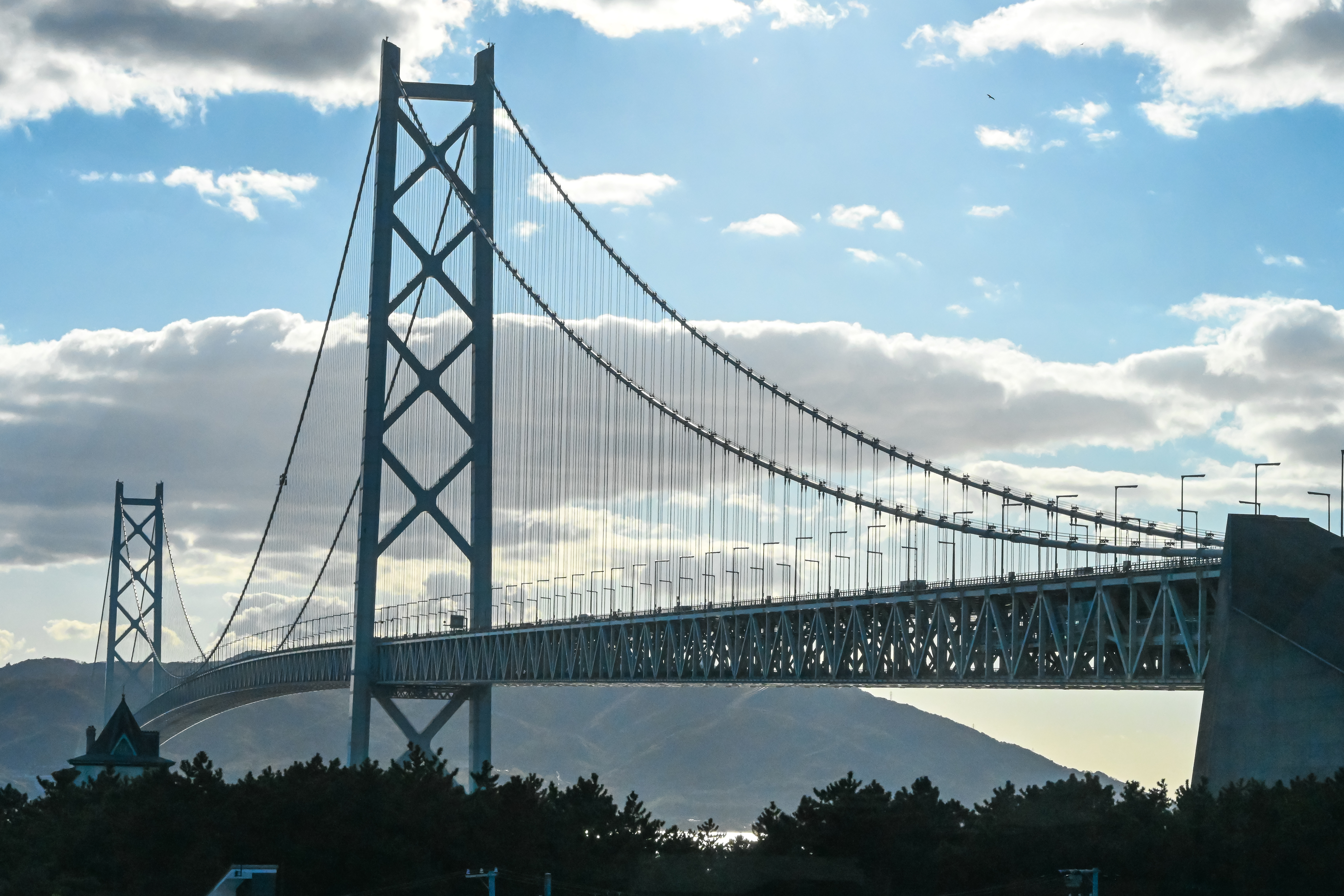
Gran Puente de Akashi Kaikyō (1998)

Los puentes de acero supusieron un nuevo salto tecnológico importante, propiciado por el desarrollo de los convertidores metalúrgicos (Bessemer y Thomas), y especialmente del horno Martin-Siemens, lo que permitió que a partir de las dos últimas décadas del siglo XIX se pudiera disponer de aceros cada vez de mejor calidad y en grandes cantidades. Aunque ya se había empleado anteriormente de forma aislada (como en el puente de las cadenas de Viena, proyectado en 1828 por Ignaz von Mitis), hubo que esperar casi medio siglo hasta que en 1874 se construyera empleando acero de forma generalizada el puente de San Luis en Misuri sobre el río Misisipi. Proyectado por el ingeniero estadounidense James Buchanan Eads, consta de tres arcos de celosía (152+157+152 m de luz), y es considerado el primer gran puente de acero, en el que además se introdujeron numerosos procedimientos constructivos novedosos, como la ejecución de los arcos por voladizos sucesivos sin necesidad de cimbra (atirantándolos provisionalmente desde pilas y estribos). Curiosamente, más de una década después, Eiffel todavía construyó en 1886 el viaducto de Garabit con hierro pudelado, prefiriendo un material que conocía y dominaba antes que arriesgarse a confiar en el acero. Sin embargo, la introducción del acero como sustituto del hierro forjado ya era imparable, y los dos mayores puentes de finales del siglo XIX se construyeron con este material: el puente de Brooklyn (1883; 1825 m y luz principal de 486 m) sobre el East River en Nueva York, modelo icónico de puente colgante proyectado por John Augustus Roebling; y el Puente de Forth en Escocia, (1890; 210+521+521+210 m de luz) atribuido a John Fowler entre otros, un descomunal puente en ménsula de insólita figura que supuso duplicar (alcanzando los 500 m) la luz máxima de este tipo de estructuras (hasta entonces, perteneciente al puente de Sukkur sobre un brazo del río Indo en Pakistán, con 250 m de luz).
La aparición de técnicas de fabricación de aceros de alto rendimiento supuso que se multiplicaran los puentes metálicos de celosía en paralelo con el desarrollo de la red ferroviaria. La época dorada de este tipo de estructuras duró hasta la Primera Guerra Mundial, a pesar de la aparición en Francia en 1898 de un formidable material competidor, el hormigón armado (después pretensado), que algunas décadas más tarde lograría sustituir casi por completo al acero en los puentes de luces pequeñas, gracias a su versatilidad y menores requisitos de mantenimiento. Sin embargo, en los puentes de grandes luces, las estructuras metálicas mantuvieron su primacía a lo largo del siglo XX, que conservan en las primeras décadas del siglo XXI. Con el acero como protagonista, se construyeron grandes arcos de celosía (como el puente de Hell Gate (1916; 298 m de luz) en Nueva York, o el puente de la bahía de Sídney (1932; 503 m de luz)), y en especial una serie de espectaculares puentes colgantes de luces cada vez mayores que siguieron el camino iniciado por el puente de Brooklyn, entre los que se pueden citar el puente Golden Gate de San Francisco (California) (1937; 1280 m de luz); el puente de Verrazano-Narrows de Nueva York (1964; 1298 m de luz); el puente del Humber entre Gales e Inglaterra (1981; 1410 m de luz); o el de mayor luz hasta el momento, el Gran Puente de Akashi Kaikyō inaugurado en Japón en 1998, que alcanza los 1991 m de luz.
Mención aparte merecen los puentes atirantados, cuyo primer ejemplo moderno es el puente de Strömsund, construido en Suecia en 1955 con una luz máxima de 183 m. Esta tipología, que se puede considerar a caballo entre las estructuras metálicas y las mixtas por su considerable uso del hormigón, se ha desarrollado extraordinariamente en la segunda mitad del siglo XX, con realizaciones como el puente de Normandía (1995; 856 m de luz máxima), el Gran Puente de Tatara (1999; 890 m de luz máxima), el puente de Río-Antirio (2004; 560 m de luz máxima y 2883 m de longitud total) o el espectacular puente de Millau. Los puentes atirantados han demostrado una gran versatilidad, encontrando aplicaciones en luces comprendidas entre los 100 y los 1000 m de longitud, haciéndolos competitivos con respecto a otros tipos de estructuras gracias a la esbeltez de sus tableros, cuya rigidez contribuye a potenciar su eficiencia estructural.

## Materiales
A lo largo del desarrollo de los puentes metálicos, se han empleado fundamentalmente tres tipos de materiales siderúrgicos en tres períodos sucesivos. Así mismo, de forma excepcional se han utilizado otros metales, como el aluminio:

### Fundición de hierro

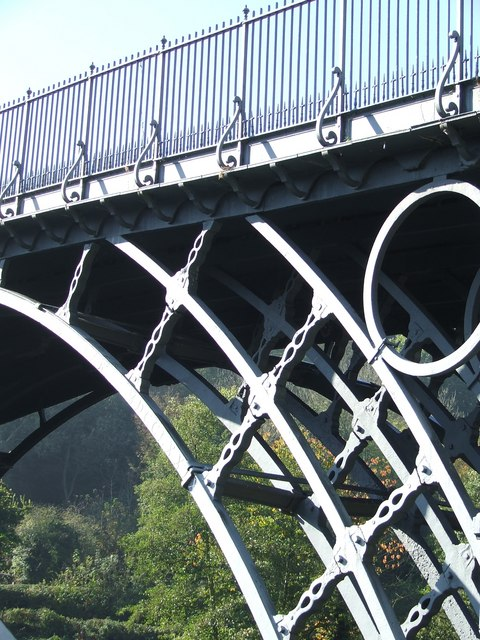
Detalle de las piezas de fundición del puente de Hierro de Colabrookdale

La fundición de hierro es una aleación de hierro y carbono (en porcentajes superiores al 2%), que normalmente contiene otras impurezas, como fósforo, silicio y azufre (que tienden a hacer el metal más frágil), además de inclusiones de escoria (que lo hacen quebradizo). Este material comenzó a poder producirse en grandes cantidades gracias al desarrollo a comienzos del siglo XVIII por parte de Abraham Darby I de los altos hornos alimentados con carbón de hulla transformado en coque. Debido a su elevado contenido de carbono, la fundición de hierro se funde a temperaturas no demasiado elevadas (del orden de 750 °C), circunstancia que facilita que se pueda licuar con relativa facilidad en hornos bajos para ser vertida en moldes, con los que se podían fabricar grandes piezas macizas con la geometría deseada. Esto se tradujo en que a finales del siglo XVIII se construyera el primer puente de fundición, el célebre puente de Hierro de Coalbrookdale, en el que algunas de sus piezas moldeadas miden más de 15 metros.
A pesar de ser mucho más resistentes a compresión que los sillares de piedra o los pilares de madera (lo que hacía a la fundición de hierro un material adecuado para construir arcos similares a los de piedra, donde prácticamente no se generan tracciones), las piezas fundidas podían presentar defectos internos (como burbujas o grandes inclusiones de escoria), capaces de mermar sensiblemente su capacidad portante. Además, eran difíciles de unir entre sí (se utilizaban orejetas moldeadas a la vez que las piezas y pasadores para conectarlas), y su comportamiento frágil hizo problemático su uso en las grandes vigas que requerían los puentes del ferrocarril, por lo que tendieron a reforzarse con piezas de hierro forjado, un material mucho más dúctil que finalmente acabaría sustituyendo por completo a la fundición a mediados del siglo XIX.

### Hierro forjado

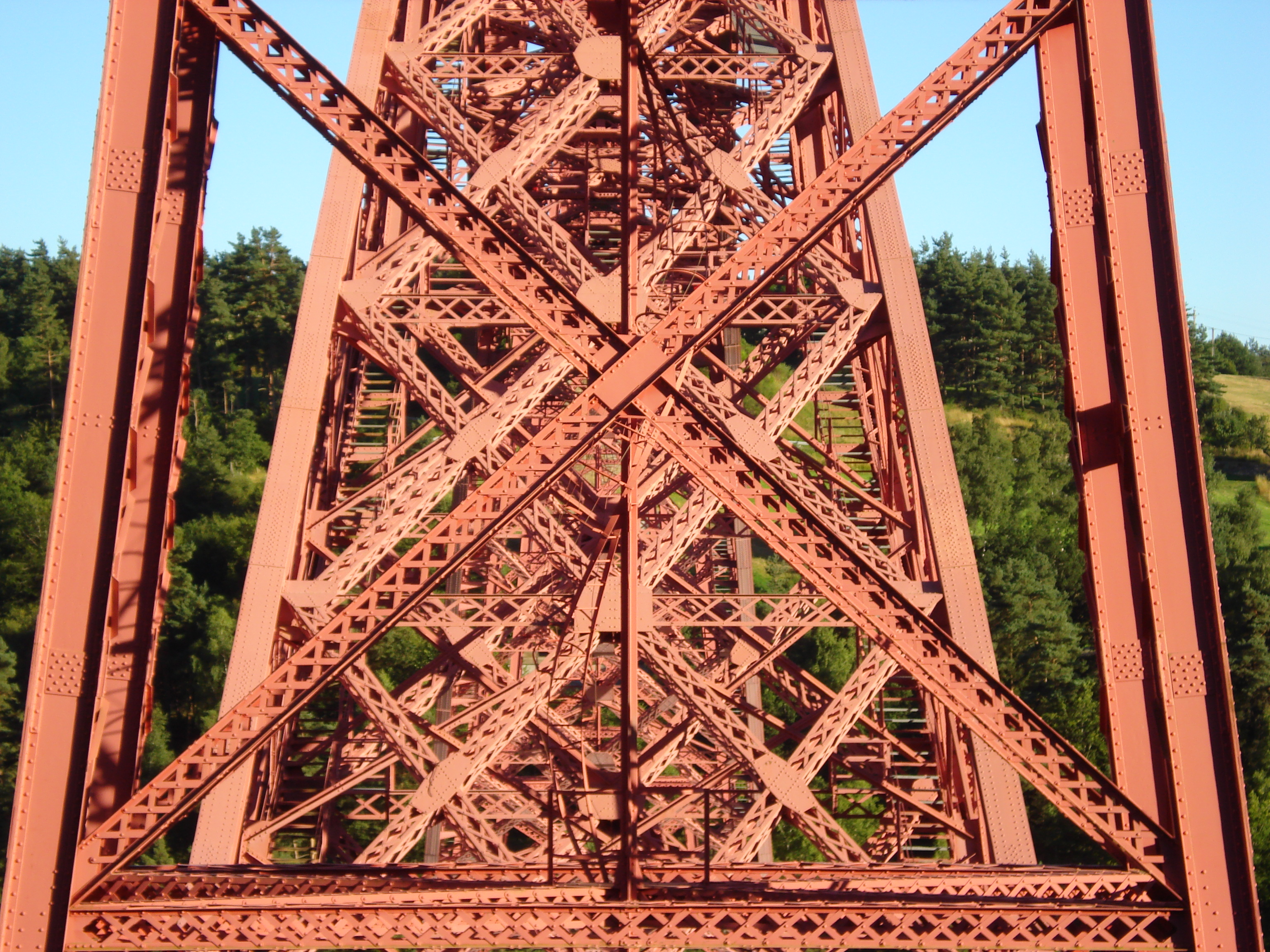
Detalle del entramado de vigas de hierro forjado roblonadas del viaducto de Garabit

El hierro forjado se diferencia de la fundición fundamentalmente en su composición química y en sus propiedades mecánicas, dado que es un material con un contenido de carbono muy bajo, mucho más dúctil, y capaz de soportar flexiones y deformarse antes de romperse. Para que el arrabio adquiera estas propiedades, se debe afinarlo en un horno de reverbero para eliminar su contenido de carbono y la mayor parte de los elementos fragilizantes como el fósforo, el azufre y el silicio, y someter el material resultante a un posterior proceso mecánico de laminado y martillado, con el que se lograba reducir la proporción de inclusiones de escoria y a su vez darles una disposición fibrilar, que se aprovechaba para aumentar la flexibilidad de los perfiles en forma de barra. El proceso industrial para obtener hierro forjable se denominaba pudelación. Desarrollado plenamente a mediados del siglo XIX, consistía en tratar el arrabio en un horno de reverbero, agitando enérgicamente de forma manual el hierro fundido para lograr que el oxígeno del aire quemase la mayor parte del carbono y de las impurezas disueltas en el metal. Cuando el contenido de carbono se reducía suficientemente (hasta alcanzar el 0,01 %), aumentaba localmente el punto de fusión del material y se formaban lentejones de hierro sólido en el baño de metal fundido y escoria, que se sacaban del horno para ser sometidos primero a cinglado para eliminar la mayor parte de la escoria y después a un proceso de laminado y forjado.
Este material se convirtió en el más utilizado en los puentes metálicos durante la segunda mitad del siglo XIX, comenzando con el puente Britannia en 1849 y culminando con las grandes realizaciones de Gustave Eiffel (como el viaducto de Garabit de 1886), cuando cedió definitivamente la primacía al acero a partir de comienzos del siglo XX. El proceso de laminado y la estandarización de los productos laminados y de los perfiles propició la aparición de las tipologías trianguladas, que continuarían utilizándose profusamente hasta mediados del siglo XX.
El método utilizado para unir piezas de hierro forjado era el roblonado, un sistema que proporcionaba uniones rígidas de gran resistencia.

### Aceros

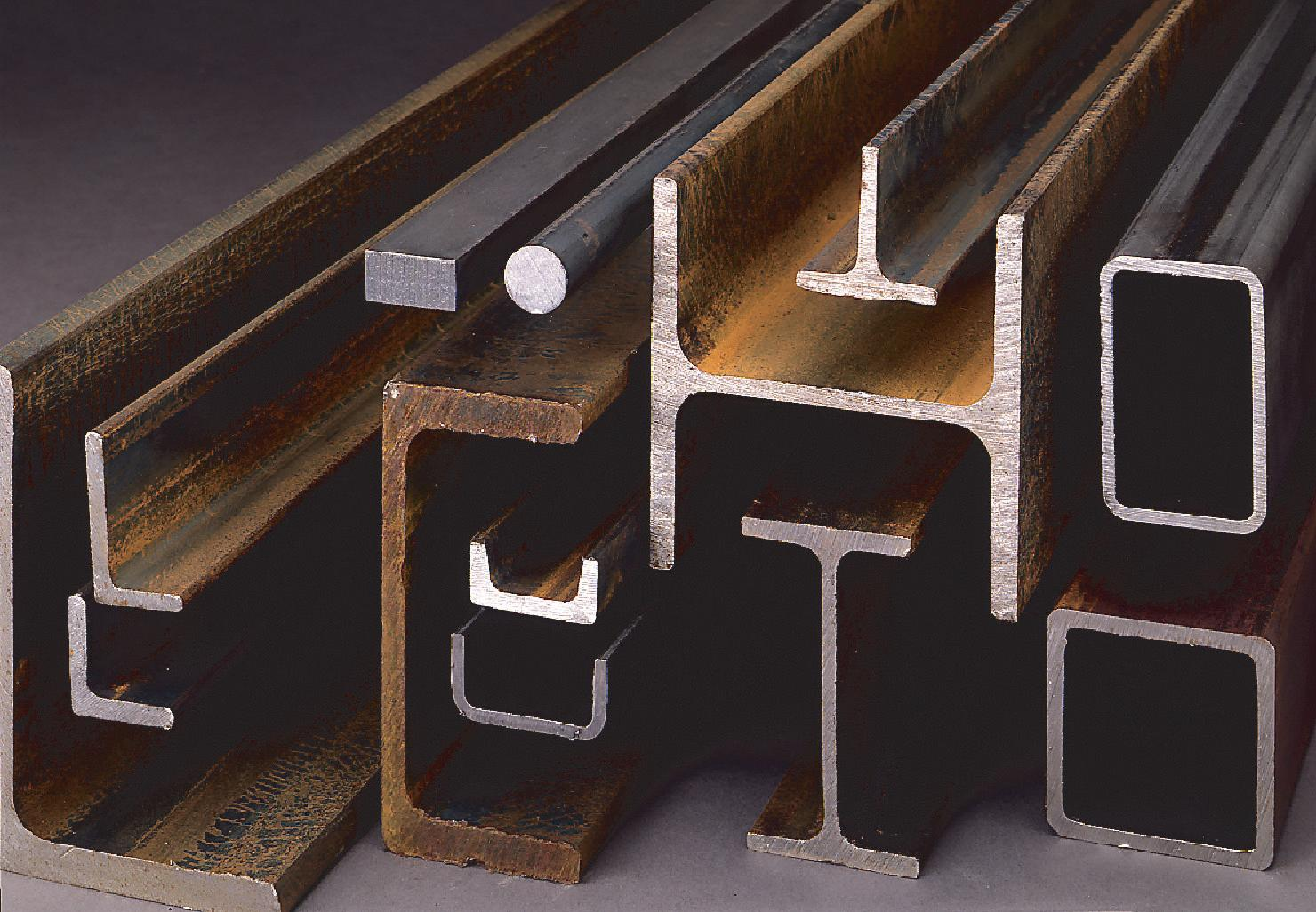
Distintos perfiles de acero de construcción

Los aceros utilizados actualmente para las construcciones son aleaciones de hierro-carbono de baja proporción de carbono (entre el 0,2 % y el 2 %), con otros metales añadidos para mejorar determinadas características mecánicas. Tienen su origen en el desarrollo de los convertidores (especialmente Bessemer y Martin-Siemens) durante la segunda mitad del siglo XIX, y al constante perfeccionamiento de las técnicas de afino durante la primera mitad del siglo XX, que han permitido la comercialización de aceros de características mecánicas cada vez mejores.
Por motivos estéticos o de seguridad, en ocasiones se pueden encontrar otros tipos de acero, como el acero corten o el acero inoxidable.
Con carácter general, los aceros utilizados en la construcción de puentes reúnen las características siguientes:
| Denominación del grado de acero                             | Resistencia a la tracción en MPa | Alargamiento del metal a la rotura en % |
| ----------------------------------------------------------- | -------------------------------- | --------------------------------------- |
| Acero dulce ordinario                                       | 235 a 355                        | >15                                     |
| Acero de alta resistencia                                   | 355 a 690                        | >15                                     |
| Acero de muy alta resistencia para la fabricación de cables | 1200 a 1400                      | 1,5 a 2,5                               |

Por razones de seguridad, el acero de las estructuras se calcula para que trabaje muy por debajo de su límite elástico. Los fenómenos de fatiga limitan las tensiones admisibles a aproximadamente la mitad de este límite, es decir, 120 MPa para el acero dulce ordinario y 180 MPa para el acero de alta resistencia. Es este límite de fatiga el que se utiliza como referencia en el cálculo de estructuras.
También pueden estar implicadas otras características: temperatura, resistencia a la corrosión por tensión mecánica o la resistencia en un medio salino.
El sistema de unión de piezas de acero más común en la actualidad es la soldadura electrógena.

### Aluminio
Se han proyectado algunos puentes móviles de aluminio, en los que la ligereza del material permite reducir el costo de la maquinaria que debe accionar la apertura del puente. Un conocido ejemplo es el puente de Hendon Dock en Sunderland (Inglaterra). Con una luz de 27 metros, fue construido en 1948 y estuvo en servicio durante 28 años. Es una solución que no se ha generalizado, debido a los problemas de mantenimiento de este tipo de estructuras.

## Sistemas de unión de piezas metálicas

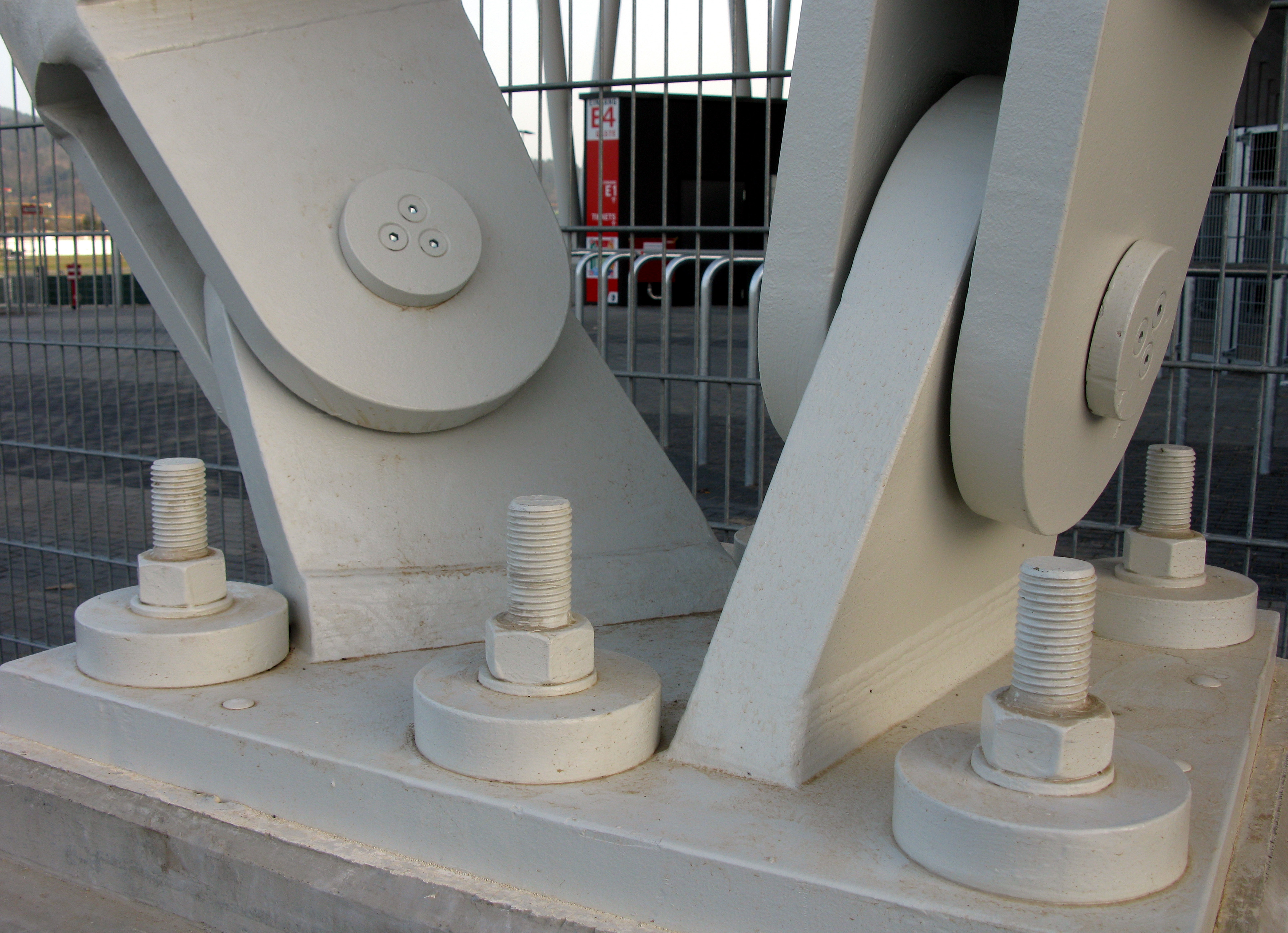
Unión articulada moderna mediante pernos, con una placa atornillada debajo

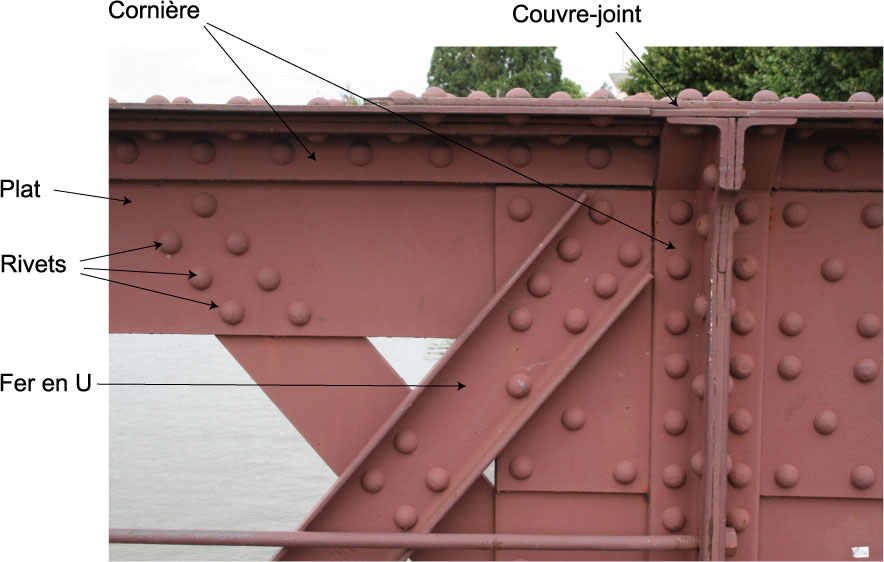
Unión roblonada

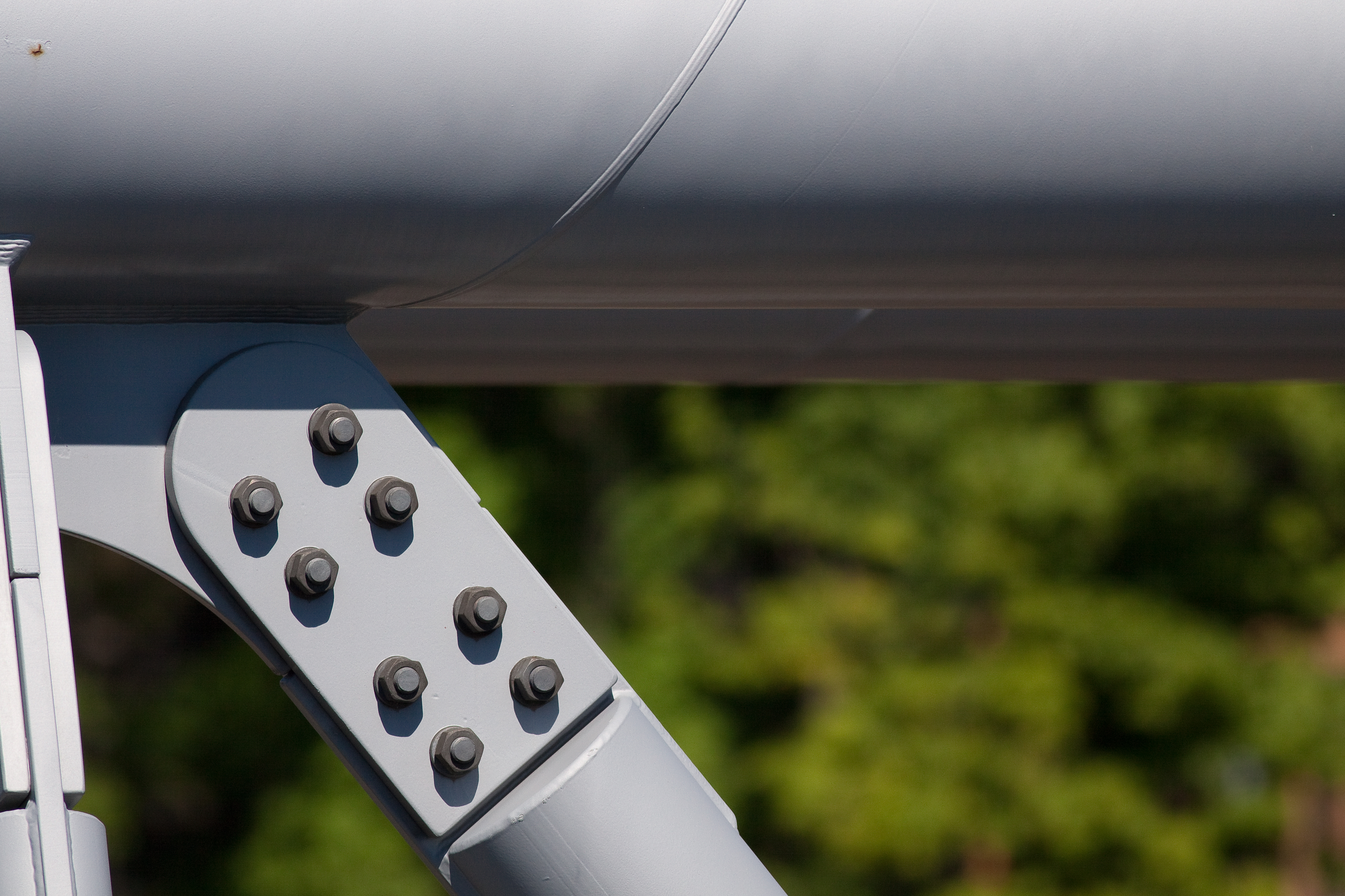
Unión atornillada

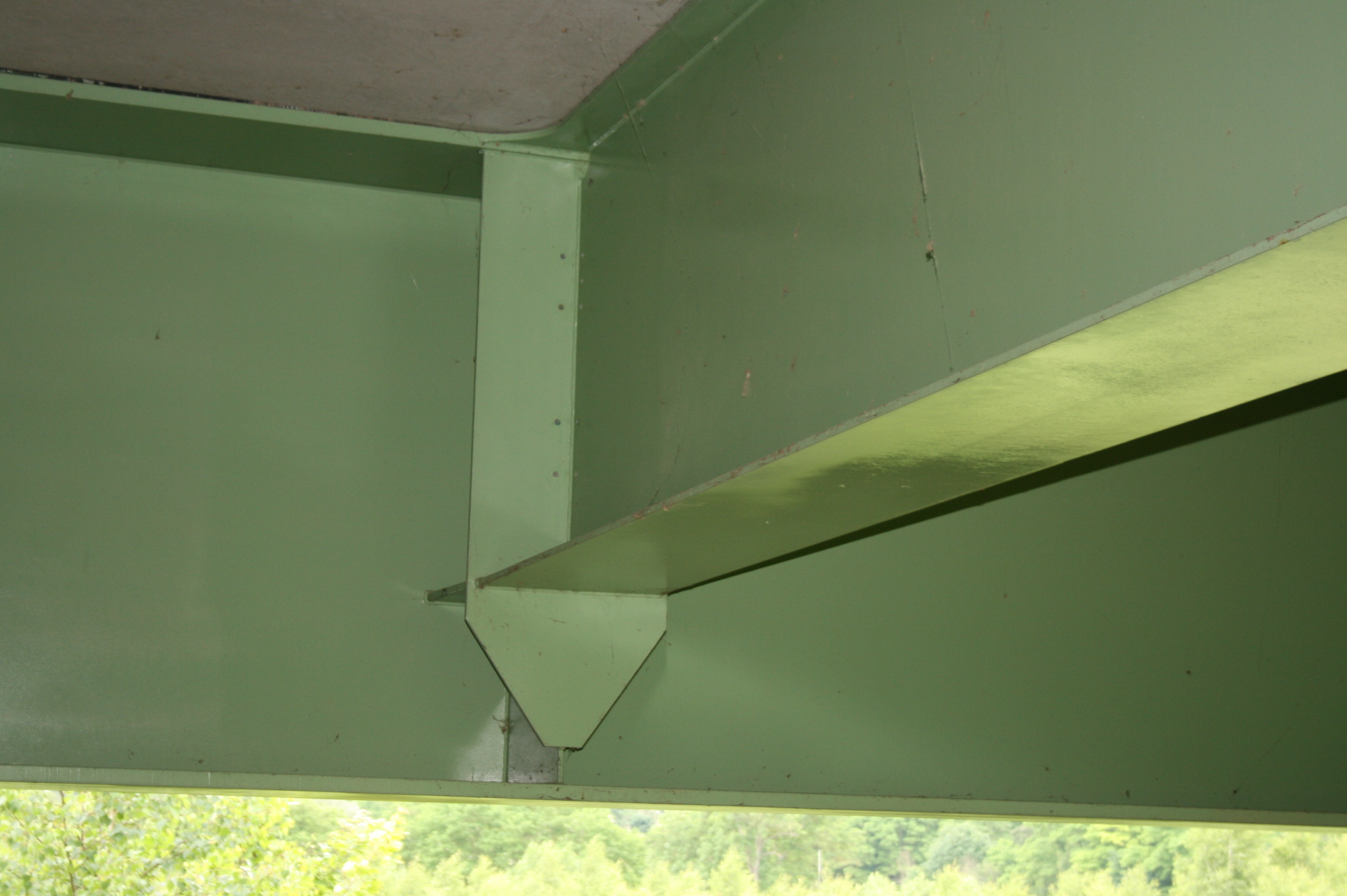
Unión soldada

Los procesos de ensamblaje de piezas de acero son la unión mediante pernos, el remachado, el atornillado y la soldadura. Hoy en día todos los puentes metálicos son soldados, y los remaches dejaron de utilizarse hace mucho tiempo. En cuanto a los tornillos, todavía se utilizan para puentes provisionales, que traídos en partes separadas, se pueden montar mediante atornillado muy rápidamente.

### Unión mediante pernos
En las piezas de fundición se empezaron a utilizar dos tipos de uniones mediante barras lisas: uniones articuladas insertando un pasador perpendicularmente a los ejes de las piezas en un par de orejetas (una por pieza); o bien uniones a tope de dos piezas, cosiendo varios pares de orejetas con pasadores paralelos al eje. Este sistema se siguió empleando en América hasta comienzos del siglo XX, pero el hundimiento del primer puente de Quebec en 1907 seguramente propició que dejaran de usarse. En la actualidad se siguen utilizando en algunos tipos de uniones articuladas.

### Unión roblonada
Los roblones actúan remachando uno de sus extremos en caliente con el fin de empresillar un par de elementos planos entre sus dos cabezas. Además, al aplicarse en caliente, cuando se enfrían la compresión resultante refuerza la unión. Fue el sistema más utilizado hasta la década de 1920, cuando fueron sustituidos totalmente por los sistemas de soldadura eléctrica. Por ejemplo, en el puente de Forth, todas las uniones están roblonadas.
Las uniones remachadas eran el tipo de conexión más común antes de que la soldadura se generalizara. Los puentes rectos con vigas de celosía del siglo XIX y de comienzos del siglo XX estaban remachados. La foto de al lado muestra un detalle del ensamblaje clásico de estas celosías mediante roblones. Los montantes verticales y horizontales están compuestos por perfiles angulares y planchas planas remachados entre sí. Los montantes inclinados están confeccionados a base de barras en forma de U. En la unión de cada conjunto, se agregan placas, llamadas cartelas y cubrejuntas, para dar rigidez a los nudos de la estructura.

### Unión atornillada
Los pernos roscados son de colocación en frío. Inicialmente se utilizaron principalmente para realizar montajes provisionales o para sustituir a los remaches en determinados casos especiales en los que estos funcionarían mal. Tienen una cabeza roscada en la que encaja una tuerca que se enrosca mediante llaves dinamométricas que permiten ajustar el par de apriete aplicado. Los tornillos pretensados de alta resistencia unen las piezas gracias a la compresión introducida y el rozamiento inducido, mientras que en los pernos y roblones se confía en la resistencia a tracción y a cortante de la espiga.

### Unión soldada
La soldadura asegura el montaje en las juntas o en los planos de contacto de los elementos a montar generando cordones de acero que dotan de continuidad mecánica a los elementos enlazados. Para este propósito se utilizan varillas de acero recubiertas llamadas electrodos, que se funden bajo la temperatura extremadamente alta de un arco eléctrico.
La foto de la derecha muestra el típico ensamblaje moderno entre piezas metálicas. Se trata de dos vigas de alma llena soldadas. La viga transversal, llamada "pieza puente" o "espaciador", está soldada a la pieza longitudinal, llamada larguero lateral (cuyo alma se puede ver plana en la parte inferior de la foto). Nótese también la presencia de un rigidizador vertical, que asegura la indeformabilidad del conjunto. Este rigidizador está terminado en su base por una cartela.
Un aspecto clave en la soldabilidad del acero es su composición química, de forma que la presencia de impurezas como el fósforo por encima de ciertos umbrales mínimos dificulta enormemente la unión efectiva entre las piezas. Esta circunstancia hace que muchas estructuras metálicas antiguas (anteriores a la década de 1950) no puedan ser reparadas mediante soldadura, y deba recurrirse a uniones atornilladas.
La tecnología de las uniones soldadas, que ya se venía estudiando desde la década de 1920, vio sus primeras realizaciones en la década de 1930, pero no sería completamente dominada hasta la Segunda Guerra Mundial en Alemania, donde alcanzó su madurez en la posguerra, cuando se empleó sistemáticamente en la reconstrucción de las infraestructuras del país.

## Chapas y perfiles
| Denominación | Longitudes (mm)  |
| ------------ | ---------------- |
| Placa        | de 30 a 180 mm   |
| Placa larga  | de 200 a 1000 mm |
| Chapa        | de 800 3600 mm   |

Chapas
En función de sus dimensiones, las chapas de acero reciben las denominaciones comerciales siguientes:
Perfiles
- Entre los elementos perfilados, los más comunes son los perfiles en L, las barras en U y los perfiles en doble T:

Perfil en L
Perfil en U
Perfil en doble T

## Vigas metálicas
Las vigas metálicas tienen generalmente el perfil de una {\displaystyle I} (también conocida como doble T, aunque también se fabrican con perfiles en U, en L o incluso en perfiles rectangulares cerrados.
Se distingue entre vigas de alma llena y vigas de celosía.

### Vigas de alma llena
Las vigas de alma llena se componen esencialmente de una o más partes verticales que forman el alma y las partes horizontales llamadas alas, dispuestas a ambos lados del alma. Pueden formarse en caliente mediante laminación (con perfiles de dimensiones estándar), o producirse en frío mediante el ensamblaje de placas planas soldadas (o antiguamente, mediante perfiles angulares remachados). Las alas constituyen lo que se denominan los cordones de la viga (el cordón superior y el cordón inferior).

Viga de alma llena remachada
Viga recta en U remachada
Viga cajón remachada
Viga compuesta por soldadura

### Celosías
Las vigas en celosía, también llamadas vigas trianguladas, están formadas por cordones conectados por barras (verticales o inclinadas, en lugar de un alma llena), con los que forman un todo triangulado. Estas barras están dispuestas de forma diferente según el sistema de triangulación adoptado.
Los sistemas comúnmente utilizados son:

Celosía tipo Pratt
Celosía tipo Town
Celosía tipo Town doble
Celosía en K
Celosía tipo Warren
Celosía tipo Warren con montantes
Celosía tipo Howe
Celosía en cruz de San Andrés (yuxtaposición de Pratt y Howe)
Celosía compuesta
Celosía tipo Vierendeel (caso particular sin entramado)

## Tipos de puentes metálicos

### Puentes de vigas rectas
|  |
|  |

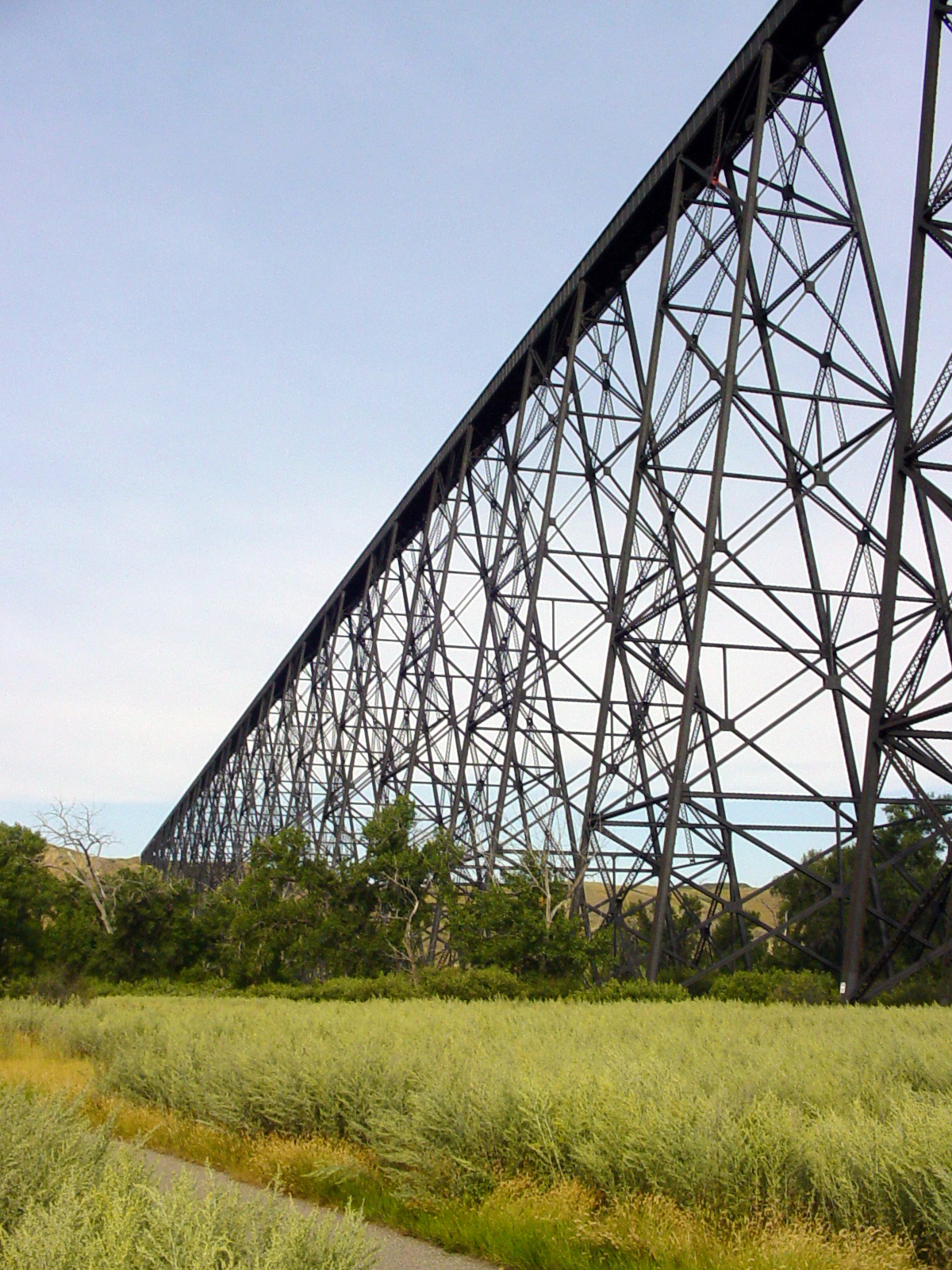
Viaducto de Leth, ejemplo de puente de caballetes de acero (1909)

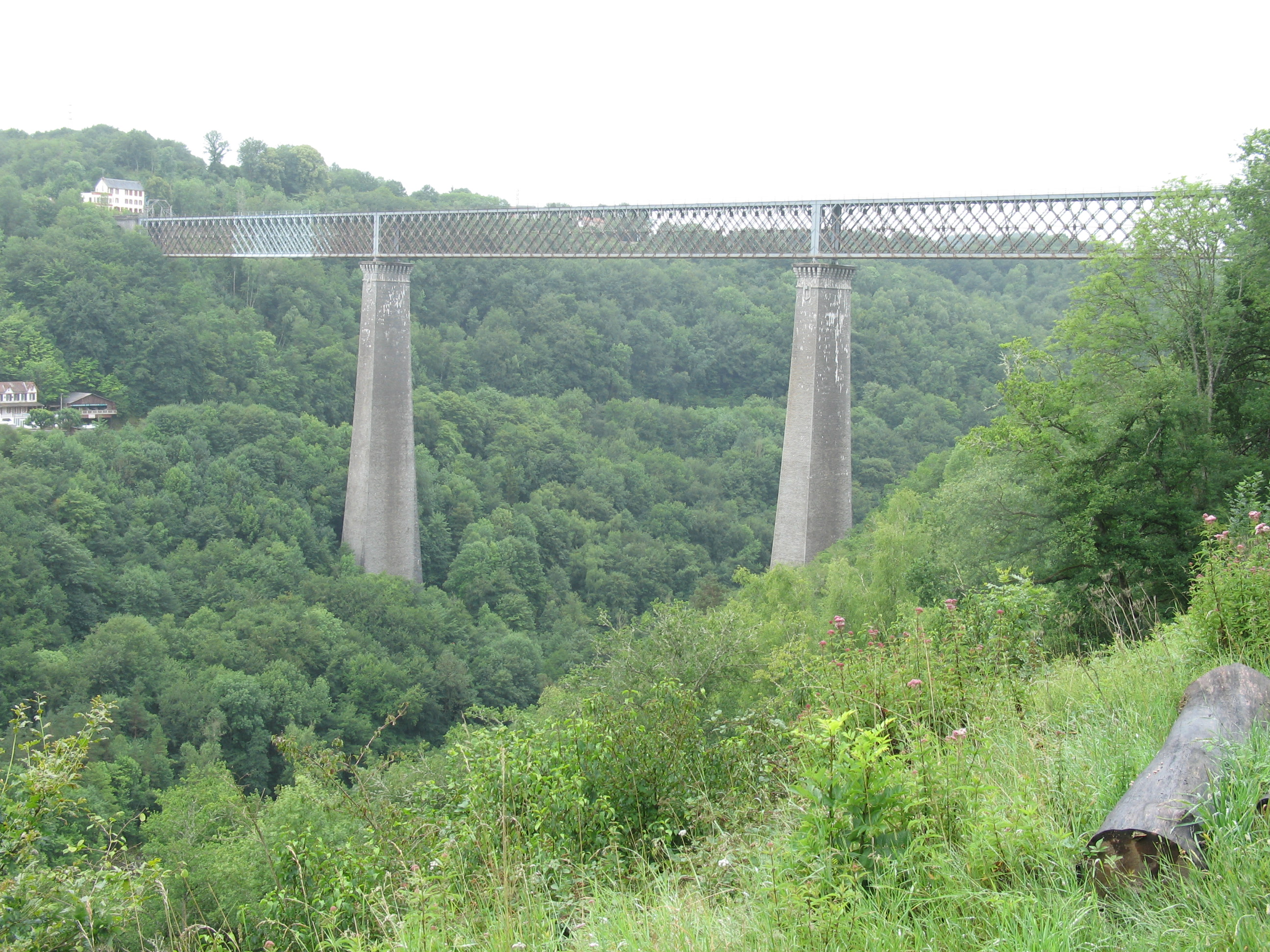
Viga de celosía: Viaducto de Fades, Francia (1909)

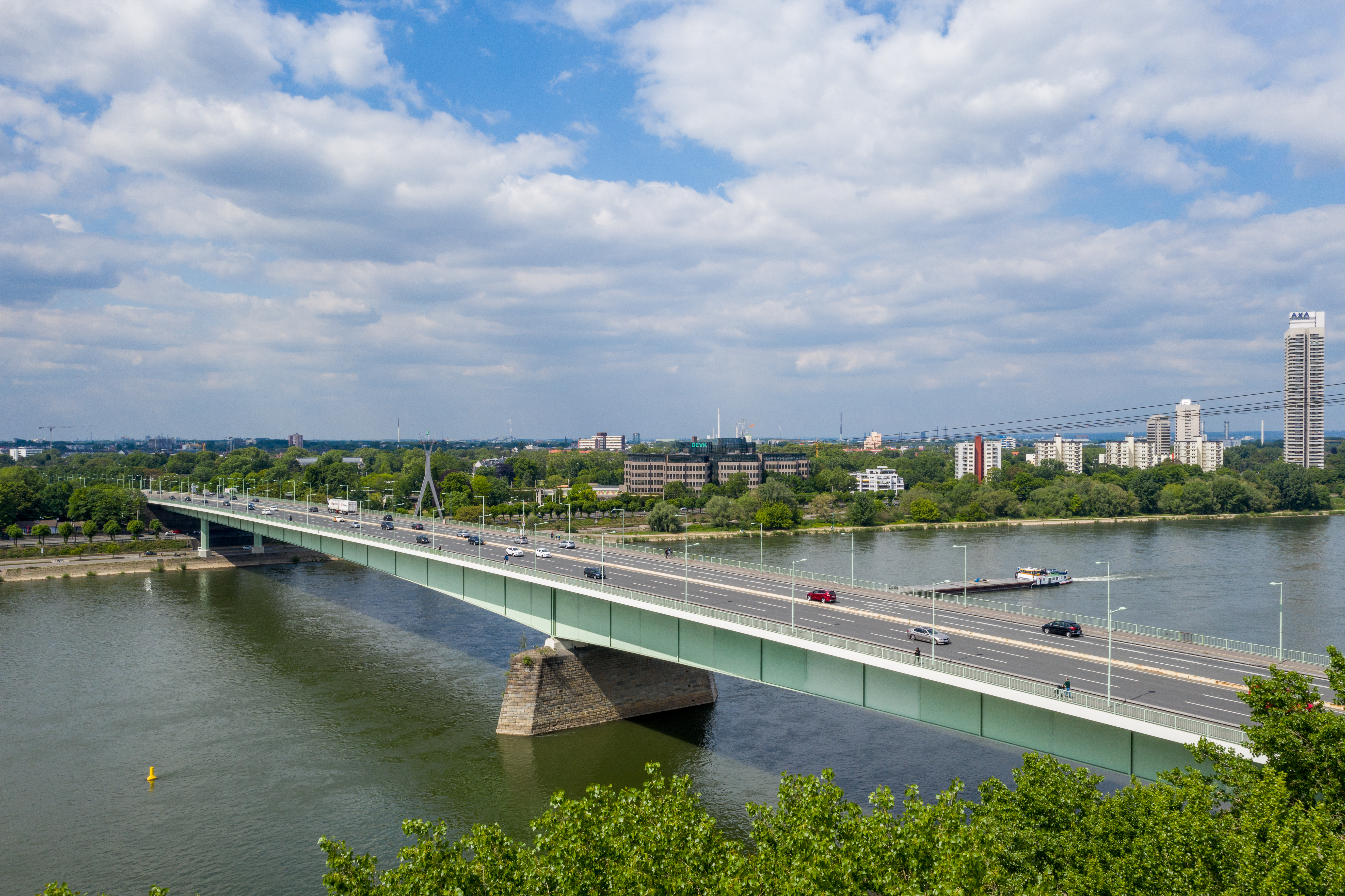
Cajón de canto variable del puente del Zoo de Colonia

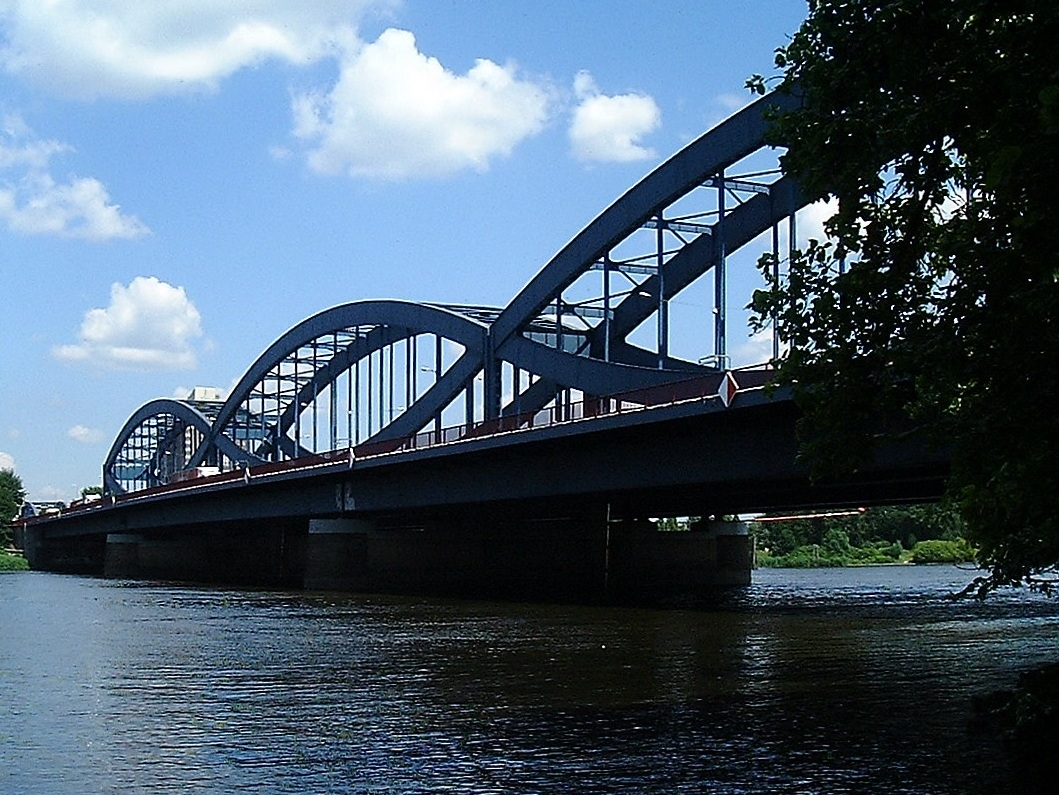
Ejemplo de puente lenticular: el Nuevo Puente sobre el Elba

Las vigas de luz más pequeña suelen tener sección en "T", pasan al tipo de "doble T" (ensanchando el ala inferior) al crecer la luz, y para luces mucho mayores o bien se aligera el alma (lo que da lugar a las vigas de celosía) o bien se aumenta al máximo la eficacia resistente de la sección (dando lugar a las vigas de alma llena o a las vigas cajón). De forma independiente a su tipología, estructuralmente pueden ser de canto continuo o de canto variable, o ser vigas continuas con varios apoyos intermedios o estar simplemente apoyadas.   
Después de la Segunda Guerra Mundial, el desarrollo de la soldadura y la generalización de la chapa laminada supusieron la sustitución de las vigas trianguladas por vigas cajón. Además, se introdujeron las losas ortótropas, capaces de soportar cargas concentradas en cualquier punto del tablero como exige el tráfico automóvil. Según la estructura de la viga, se distingue entre: 
- Puentes de vigas simples: aunque para luces pequeñas habitualmente se recurre a vigas prefabricadas de hormigón pretensado o a estructuras de hormigón armado, cuando se necesita reducir al máximo el canto de una estructura, en ocasiones se recurre a disponer el tablero sobre alineaciones paralelas de vigas de acero con perfil de "doble T" simplemente apoyadas sobre los cargaderos dispuestos al efecto sobre los estribos.

- Puentes de caballetes: tienen su origen en los puentes de madera empleados en los primeros tiempos del ferrocarril en los Estados Unidos para cruzar valles cerrados y profundos, en los que se empleaban entramados continuos para salvar la vaguada. Con posterioridad, se pasó de la disposición de cimbra cuajada a la de sucesivos apoyos muy próximos entre sí. En la práctica, un puente de caballetes, salvo que se trate de un entramado continuo, no es muy diferente a cualquier otro tipo de puente de vigas. Un ejemplo notable es el viaducto de Leth,[25] un puente de caballetes de 1624 m de longitud total inaugurado en Canadá en 1909. Se trata de una tipología que ha dejado de emplearse con posterioridad, por la elevada repercusión del coste de los apoyos en el coste total de la estructura.

- Puentes nervados: en este caso, el tablero reforzado con vigas de alma llena longitudinales y transversales adopta la forma de una losa ortótropa, contribuyendo a la resistencia del puente.

- Puentes de celosía: fueron el primer diseño en generalizarse, aunque a partir de la segunda mitad del siglo XX serían sustituidos por las vigas en cajón. La disposición más habitual es que el tráfico circulara por un tablero solidario con el cordón inferior de la viga, pero cuando se salvaban obstáculos profundos también se utilizaron vigas con el tablero en el cordón superior. Además de las conocidas tipologías trianguladas como las vigas Pratt o Warren, se puede mencionar la viga Gerber (un sistema en voladizo biarticulado empleado en el puente de Forth), disposición con la que se consiguió salvar luces de más de 500 m.[24] Este tipo de vigas también conforman el tablero de la mayoría de los puentes colgantes clásicos, en los que el cordón inferior es utilizado por el ferrocarril y el cordón superior permite el paso de automóviles.
- Puentes de vigas de cajón único: en este caso, la viga metálica tiene una sección cerrada, lo que le confiere una gran resistencia a la torsión. Aunque ya se habían utilizado en 1850 en el puente Britannia de Robert Stephenson, fueron una rareza hasta cien años después. Aunque en el diseño pionero del puente Britannia, el ferrocarril circulaba por el interior del cajón, por lo general el tablero suele estar situado sobre la cara superior del cajón, que suele ser rectangular o trapecial (en forma de "artesa"). Esta solución también se ha adoptado en algunos puentes colgantes como el puente del Severn, lo que exige un cuidadoso estudio aerodinámico para evitar problemas con el viento, como en el caso del colapso del puente de Tacoma en 1940.
- Puentes de vigas gemelas: son un caso especial de puentes de vigas, en los que el tablero es soportado por una pareja de vigas cajón, formando una viga bicelular que permite optimizar el canto de la estructura.

### Puentes pórtico
El puente pórtico es una forma estructural intermedia entre la viga y el arco. En la práctica, puede considerarse un arco con una directriz simplificada a una disposición poligonal. Pueden ser biempotrados, biarticulados o triarticulados. Un ejemplo destacado de puente pórtico metálico es el puente de Sfalassa en Italia. Inaugurado en 1973, cuenta con una luz de 360 metros.

### Puentes lenticulares
Estructuralmente a medio camino entre una viga y un arco, los puentes lenticulares son una solución poco frecuente, que consiste en adoptar una disposición triangulada cuyo cordón superior es un arco rebajado y su cordón inferior es simétrico al cordón superior con respecto a un plano horizontal. Ejemplos célebres de esta tipología son el puente Royal Albert de Brunel o el Nuevo Puente sobre el Elba.

### Arcos

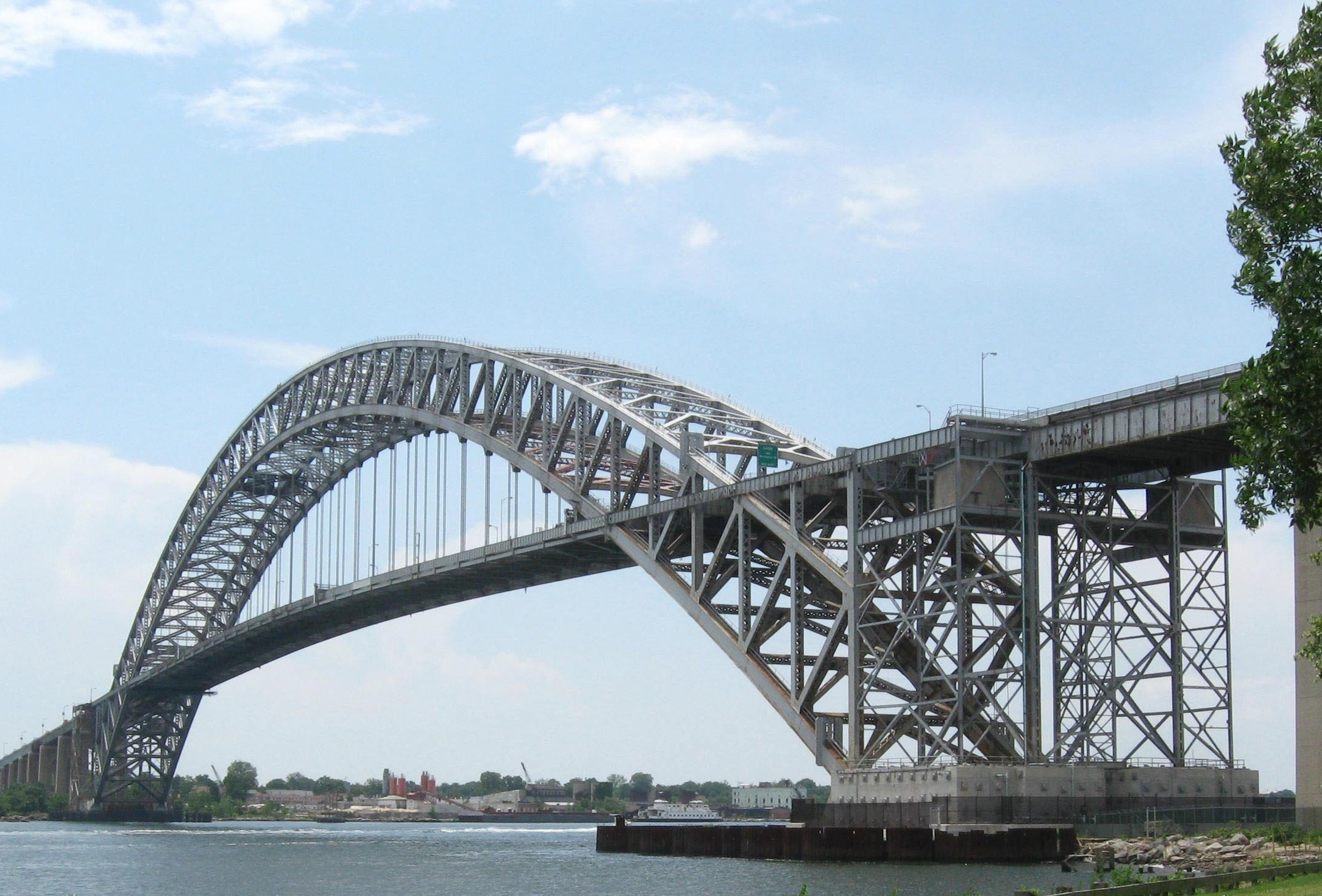
Puente arco: puente Bayonne (1931)

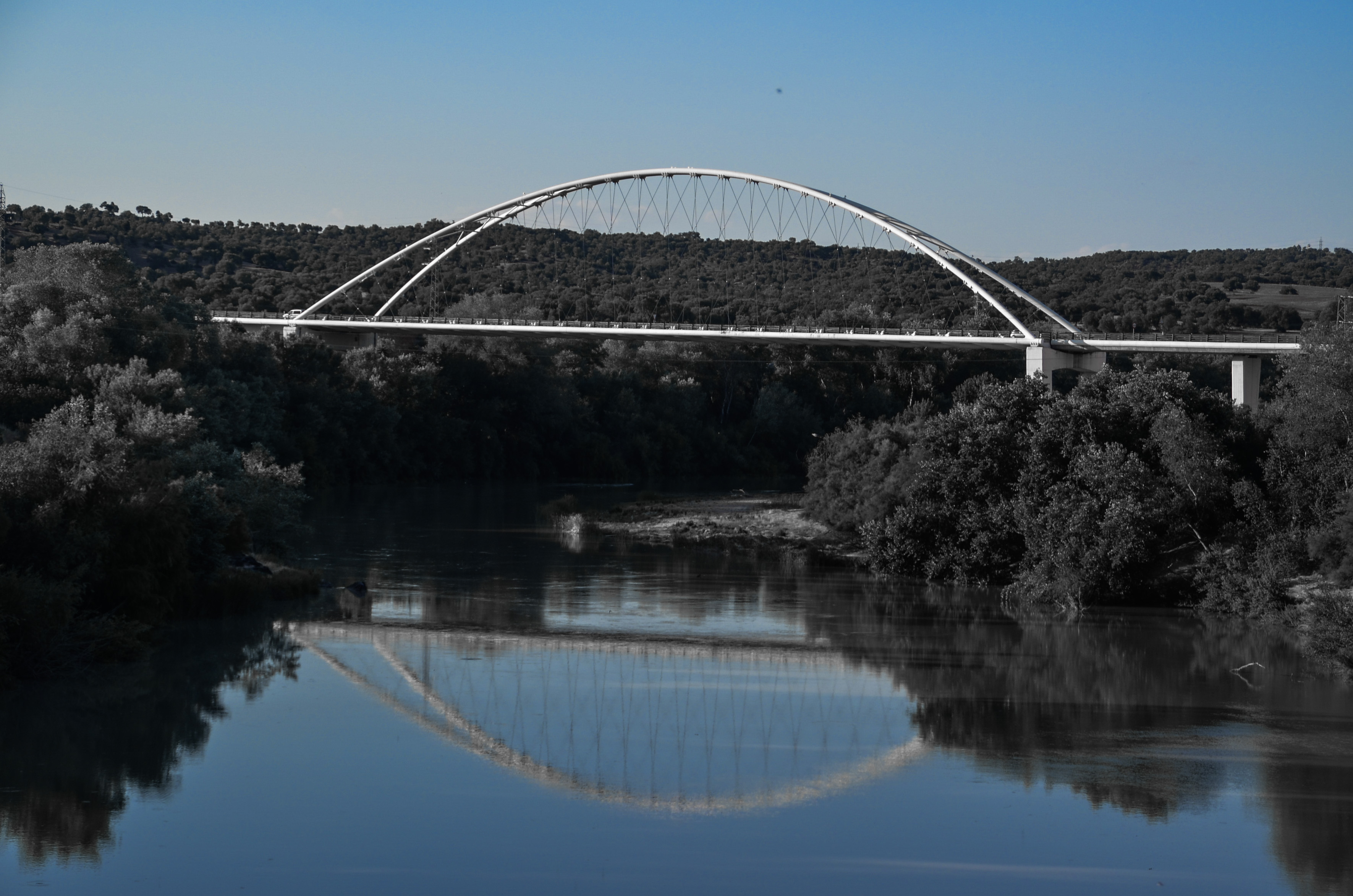
Puente de Palma del Río sobre el río Guadalquivir (España)

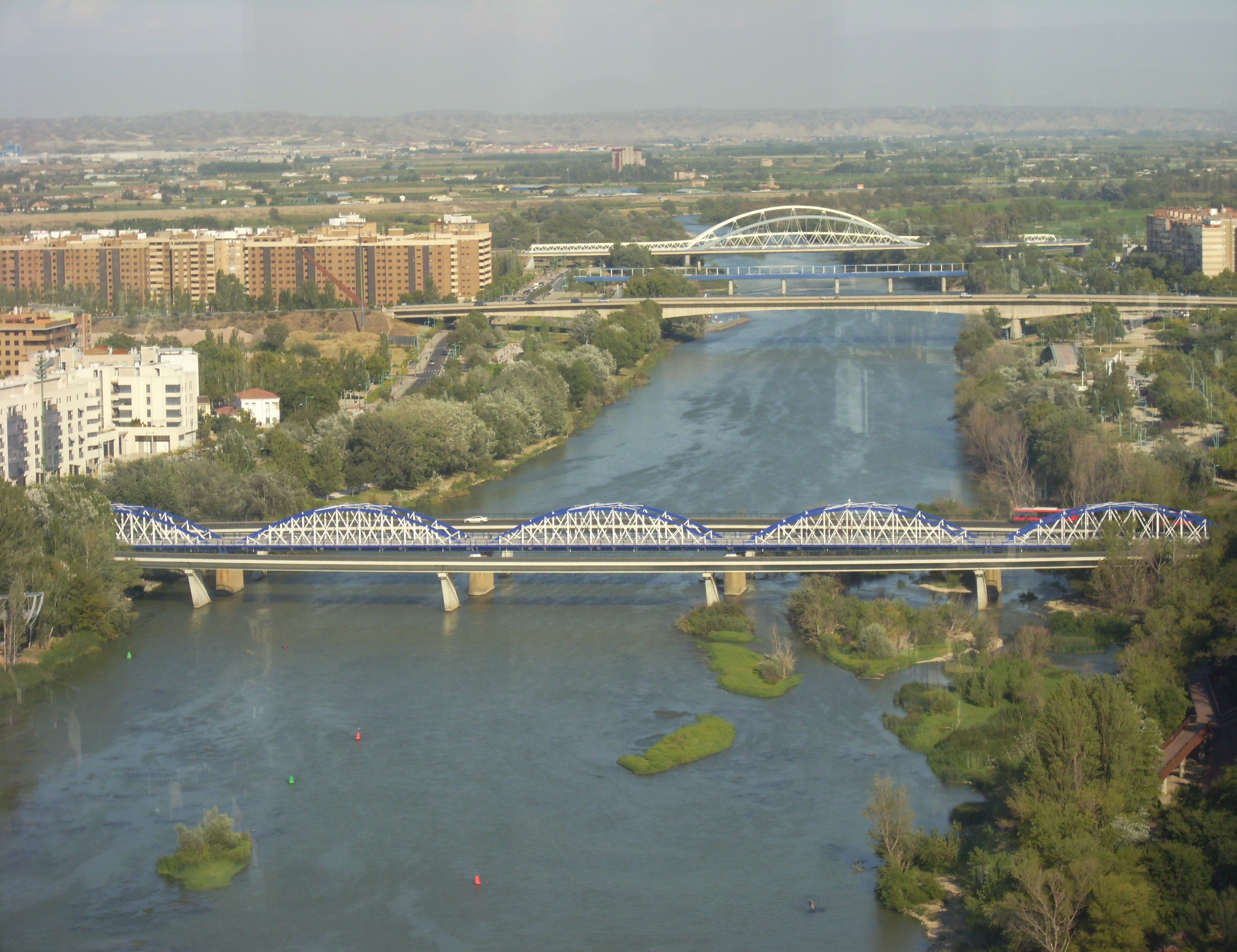
Conjunto de puentes arco metálicos sobre el río Ebro en Zaragoza

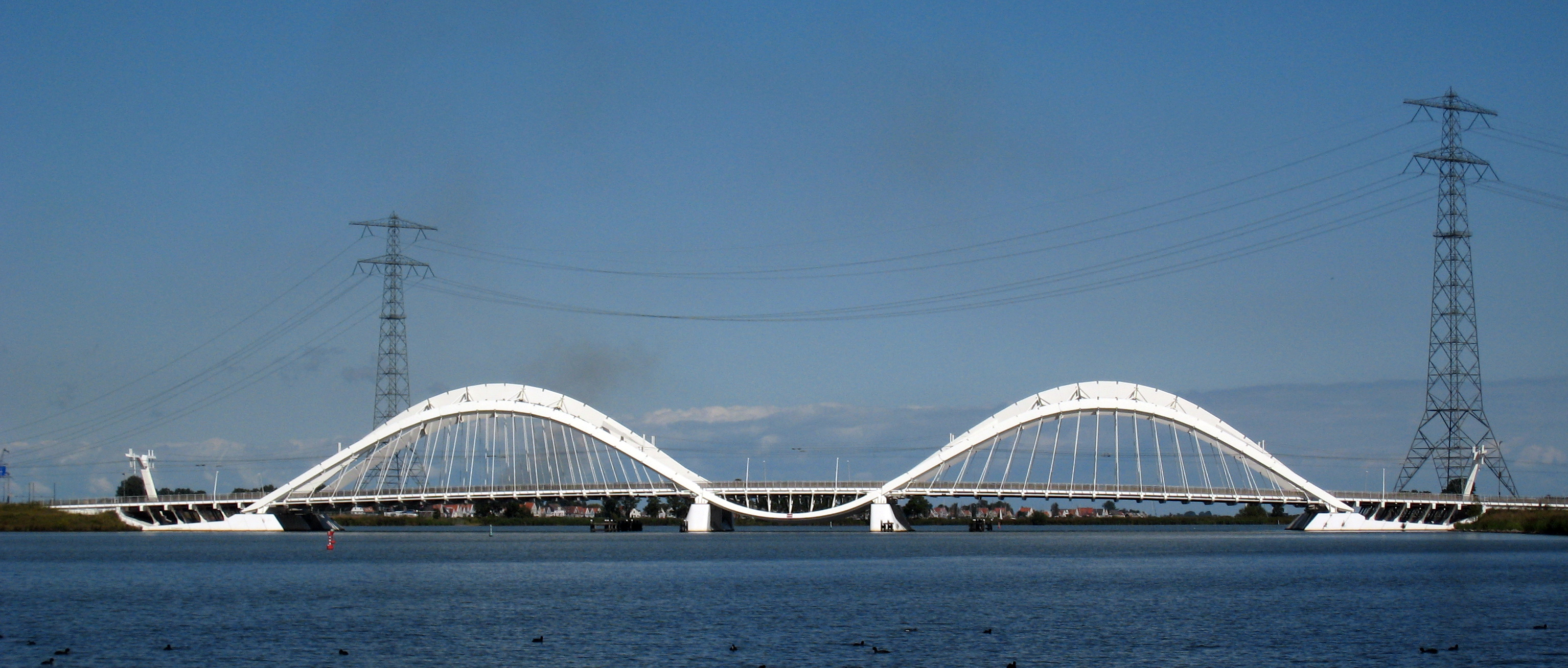
Puente de Enneüs Heerma en Ámsterdam (2001), dos arcos principales con un arco invertido central

Los primeros puentes de hierro fueron arcos, como el famoso puente de Hierro de Coalbrookdale, a semejanza de los puentes de piedra. Sin embargo, no tardaron en desarrollarse todas las tipologías utilizadas hasta hoy en día, empleándose celosías o vigas de alma llena. Desde un punto de vista funcional o simplemente estético, los arcos se pueden clasificar en función de la posición del tablero con respecto al arco (inferior, intermedio, coincidente con la clave o incluso por encima de la clave), pero desde el punto de viste estructural existen dos tipos fundamentales de arcos: aquellos en los que el empuje lateral del arco es compensado por los estribos o las pilas del puente; y aquellos en que este empuje es compensado por el tablero, que trabaja a tensión como el cordón inferior de una viga de celosía. De hecho, esta segunda configuración, conocida en inglés como "bowstring", se comporta como una viga recta simplemente apoyada, y no transmite empujes horizontales en los estribos.
Dos ejemplos notables de este tipo de estructuras son el puente Bayonne en el Kill Van Kull (1931; 510 m de luz), y el puente del New River Gorge (1976; 518 m de luz), ambos en los Estados Unidos.
Los arcos metálicos de grandes luces construidos a base de elementos triangulados hasta la primera mitad del siglo XX, han dado paso a arcos metálicos más pequeños de sección cerrada (con luces comprendidas generalmente entre los 100 y los 250 m) en los que se han desarrollado tipologías variadísimas, en las que se juega con la configuración de los arranques (simples o abiertos en "V" invertida), el número de arcos (un único arco entre dos tableros o un tablero entre dos arcos), la disposición de los arcos (verticales, o inclinados para aproximarse en la clave), o la forma de unir tableros y arcos (cables verticales o cruzados, péndolas, celosías...). La ciudad de Zaragoza en España reúne un conjunto de puentes arco metálicos sobre el río Ebro de distintas tipologías y épocas que ilustran esta circunstancia.

### Arcos invertidos

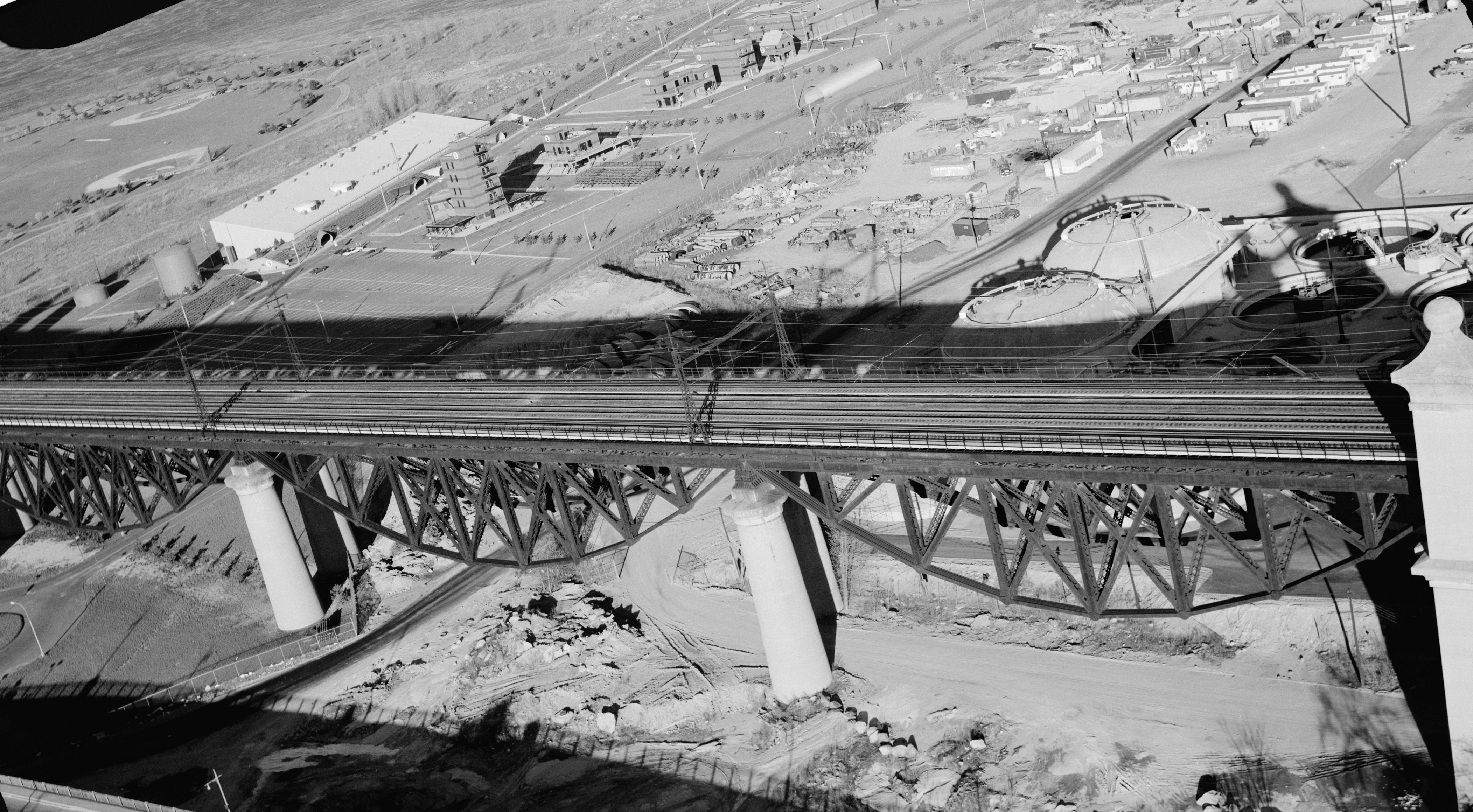
Arcos invertidos del acceso al puente Hell Gate

Un puente metálico de arco invertido incluye un cordón curvo cuya clave está situada por debajo de sus arranques, como si se hubiera "dado la vuelta" a un arco convencional, en el que la clave está situada por encima de los arranques. Estructuralmente, el cordón curvo trabaja a tracción (al contrario de lo que sucede en un arco convencional, donde trabaja a compresión), por lo que presenta puntos en común con los puentes colgantes por un lado, y con las vigas de celosía por otro, y se puede considerar una solución límite entre ambas tipiologías. El primer diseño de este tipo data de 1821, un puente sobre el río Almond en Escocia que no llegó aconstruirse, proyectado por Robert Stevenson. Ejemplos reseñables de esta tipología son el "Little Hell Gate" (1917; vanos de 90,5 m de luz), el viaducto de acceso al puente Hell Gate; y dos obras del ingeniero español Eduardo Torroja, el puente del río Tordera (1947; vanos de 55 m) y el puente de Posadas (década de 1950; vanos de 60 m) sobre el río Guadalquivir.

### Puentes atirantados

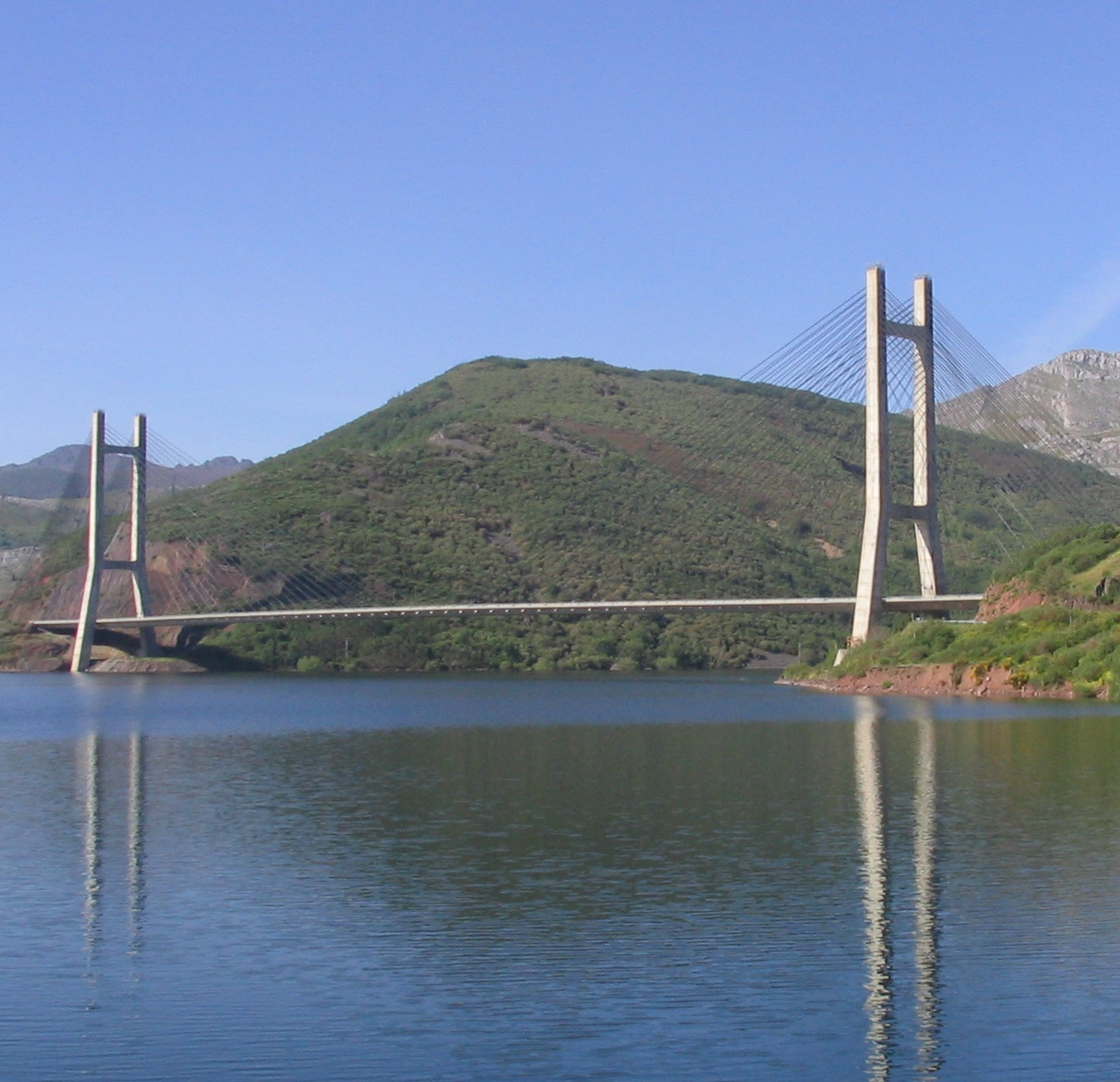
Puente Ingeniero Carlos Fernández Casado, España (1983)

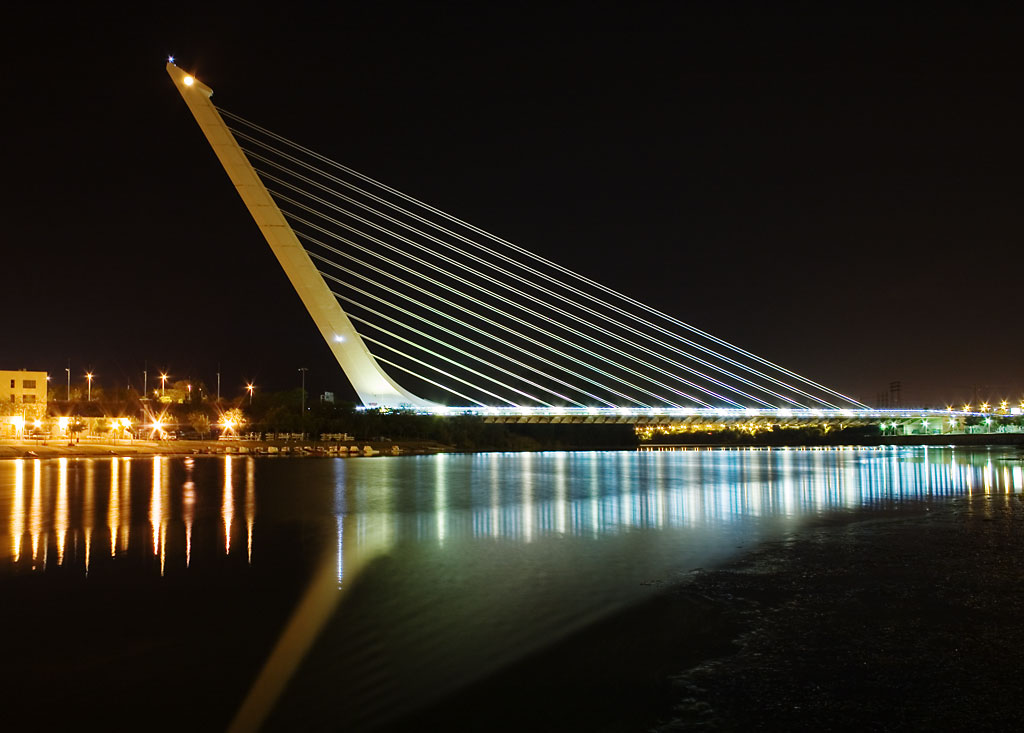
Puente del Alamillo en Sevilla (1992)

La idea de utilizar cables para reforzar vigas de celosía (como la celosía Whipple o la celosía Howe) o puentes colgantes (como en el caso del puente de Brooklyn, donde se pueden ver unos tirantes tendidos desde las torres que suplementan a las péndolas de suspensión), ya se había empleado en el siglo XIX, pero no adquirió un desarrollo propio hasta mediados del siglo XX.
Estructuralmente, un puente atirantado combina una serie de cables inclinados tendidos desde una o varias torres hasta un tablero, en el que la propia inclinación de los tirantes convierte parte del peso del tablero en un efecto de compresión. Este efecto de compresión los diferencia funcionalmente de los puentes colgantes, en los que el tablero queda suspendido verticalmente del cable principal. La utilización de hormigón en las torres y especialmente en los tableros, hace que en ocasiones se consideren estructuras mixtas.
Como en el caso de los arcos, se trata de una tipología estraordinariamente versátil desde el punto de vista estético, y de hecho se han desarrollado numerosas configuraciones que juegan con el número de cables (tirantes individuales o en haces), con su disposición (a cada lado del tablero o solo en su centro), con la forma de distribuirlos (en arpa cuando son paralelos; en abanico cuando convergen en un punto de la torre; o en estrella cuando convergen en un punto del tablero), y especialmente con la configuración de las torres (en "H", en "delta", monolíticas, verticales, inclinadas...).
La sección transversal del tablero está condicionada por la posición de los tirantes, de manera que en los puentes con los tirantes en el eje suele disponerse un cajón bicelular con voladizos laterales, mientras que con los tirantes dispuestos lateralmente suele utilizarse un único cajón reforzado interiormente.
Entre las numerosas realizaciones de este tipo de estructuras, pueden citarse dos ejemplos arquetípicos construidos en España: el Puente Ingeniero Carlos Fernández Casado (1983; 440 m de luz máxima) sobre el embalse de Barrios de Luna, proyectado por Carlos Fernández Casado; y el Puente del Alamillo (1992; 250 m de luz); diseñado por Santiago Calatrava.

### Puentes colgantes
|  |
|  |

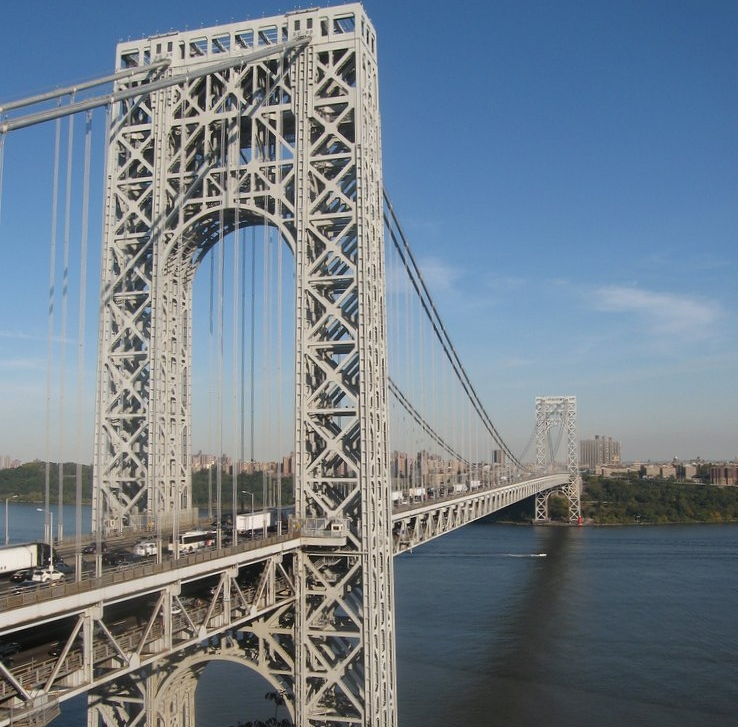
Torres desnudas del puente George Washington (1931)

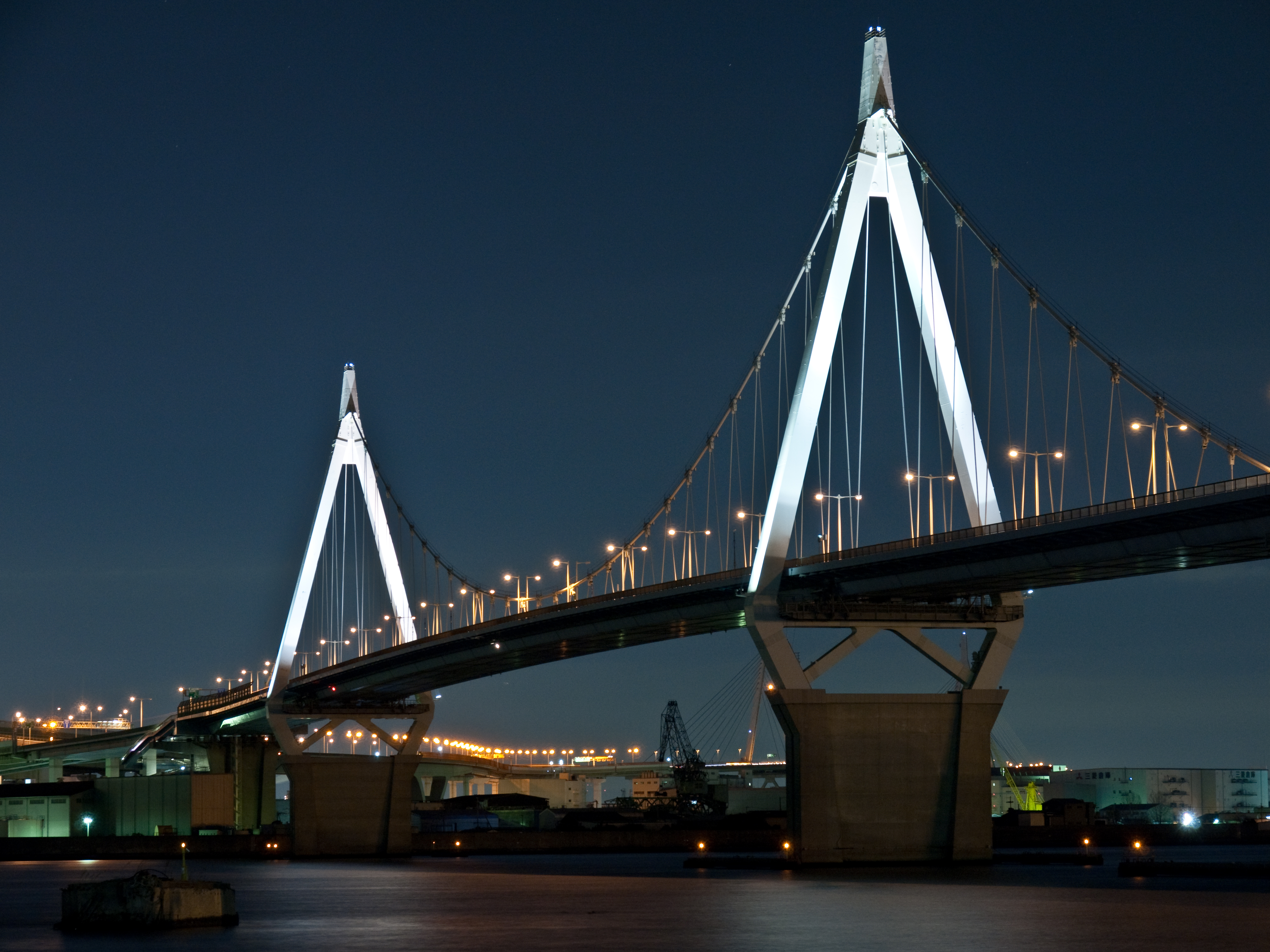
Puente de Konohana, con un solo cable de sustentación (1990)

Un puente colgante se caracteriza porque el tablero solo transmite cargas verticales (mediante una serie de péndolas) a los elementos de sustentación, que históricamente comenzaron siendo sogas, luego cadenas, más adelante barras articuladas, y finalmente cables de acero. La principal virtud de los puentes colgantes es a la vez su principal problema: su ligereza. El tablero está asociado a la viga de rigidez, cuya estructura generalmente es una celosía metálica, aunque también se diseñan puentes colgantes cuyo tablero es una viga cajón metálica.
Además del tablero, un elemento de gran importancia son las torres que sustentan los cables, que en los primeros puentes de pequeñas dimensiones solían ser de madera. Sin embargo, el aumento de las luces y de las cargas que conllevan, hizo que debieran sustituirse primero por estructuras de mampostería o de sillería (como los pilonos de inspiración egipcia del puente colgante de Clifton en Bristol, o los arcos ojivales de bloques de granito del puente de Brooklyn) y después por armazones metálicos, aunque en algunos casos estos últimos se recubrieron de piedra o de ladrillo para darles un aspecto más arquitectónico. Sin embargo, esta tendencia se abandonó a lo largo del siglo XX (el puente George Washington de Nueva York es una buena muestra de ello), y todos los grandes puentes colgantes posteriores han dejado a la vista la estructura de sus torres de acero o algunas veces de hormigón.
Atendiendo a su configuración general, la práctica totalidad de los grandes puentes colgantes modernos tienen la misma configuración: dos cables sustentadores que baten el vano central y los dos vanos de acompañamiento, que pasan por la coronación de las torres y suelen rematarse en dos macizos de anclaje laterales. Sin embargo, desde mediados del siglo XIX y a comienzos del XX se construyeron algunos puentes colgantes con varios vanos (como por ejemplo, el puente de Robinet sobre el río Ródano de 1847) y en 1990 se inauguró el puente de Konohana, un excepcional puente colgante de 300 m de luz principal provisto de un único cable sustentador.

## Puentes móviles
Los puentes móviles son casos especiales de alguna de las tipologías anteriores Por lo general, suelen ser vigas de considerable rigidez para permitir que soporten los esfuerzos generados por los movimientos de giro, basculación o desplazamiento vertical a los que se ven sometidos. Es por este motivo que suelen ser puentes de acero, aunque se han construido algunos con aluminio como el ya citado puente de Hendon Dock en Sunderland.

## Clasificación detallada
| Familia                 | Categoría                                                          | Imagen |
| ----------------------- | ------------------------------------------------------------------ | ------ |
| Puentes de vigas        | Puente de caballetes                                               |        |
| Puentes de vigas        | Puente con tablero mixto de viga doble                             |        |
| Puentes de vigas        | Puente con tablero mixto multiviga                                 |        |
| Puentes de vigas        | Puente con tablero de cajón mixto                                  |        |
| Puentes de vigas        | Puente con tablero de losa ortótropa                               |        |
| Puentes de vigas        | Puente de viga recta metálica                                      |        |
| Puentes de vigas        | Puente de viga en ménsula metálica                                 |        |
| Puentes de vigas        | Puente de vigas cubiertas                                          |        |
| Puentes pórtico         |                                                                    |        |
| Puente pórtico          |                                                                    |        |
| Puentes lenticulares    |                                                                    |        |
| Puente lenticular       |                                                                    |        |
| Puentes en arco         | Puente en arco metálico con tablero inferior                       |        |
| Puentes en arco         | Puente en arco metálico con tablero intermedio                     |        |
| Puentes en arco         | Puente en arco metálico con tablero apoyado                        |        |
| Puentes en arco         | Puente en arco metálico de celosía                                 |        |
| Puentes en arco         | Puente de arco tesado                                              |        |
| Puentes arco invertidos |                                                                    |        |
| Puente arco invertido   |                                                                    |        |
| Puentes atirantados     | Puente atirantado monocable                                        |        |
| Puentes atirantados     | Puente atirantado en abanico                                       |        |
| Puentes atirantados     | Puente atirantado en arpa                                          |        |
| Puentes atirantados     | Puente atirantado en estrella (vano izquierdo)                     |        |
| Puentes atirantados     | Puente atirantado en arpa y abanico                                |        |
| Puentes colgantes       | Puente colgante de cadenas                                         |        |
| Puentes colgantes       | Puente colgante con losa de hormigón y viga de celosía de refuerzo |        |
| Puentes colgantes       | Puente colgante con losa ortótropa                                 |        |
| Puentes móviles         |                                                                    |        |
| Puente móvil            |                                                                    |        |